# Đấu tranh nội bộ Đảng Cộng sản Liên Xô (Bolshevik) vào thập niên 1920
Đấu tranh nội bộ Đảng Cộng sản Liên Xô (Bolshevik) vào thập niên 1920 — là một quá trình sắp xếp lại quyền lực trong Đảng Cộng sản Toàn Nga của những người Bolshevik, bắt đầu sự giảm sút ảnh hưởng chính trị của Vladimir Lenin.
Một cuộc đấu tranh cay đắng bắt đầu từ thượng tầng Đảng Cộng sản để tìm người kế vị Lenin. Trong đó I.V. Stalin đã cố gắng đẩy lùi các đối thủ của mình, trước hết là, Trotsky và Zinoviev. Theo Richard Pipes, Đảng Cộng sản Liên Xô (Bolshevik) trong quá trình phát triển tự nhiên của nó qua các giai đoạn đã tập trung dần dần quyền lực trong tay của một nhóm người ngày càng ít ỏi; từ Ban Chấp hành Trung ương đến Bộ Chính trị (và trước đó là từ đại hội đảng đến Ban Chấp hành Trung ương), rồi từ Bộ Chính trị sang «troika» (bộ ba) không chính thức Zinoviev-Kamenev-Stalin và cuối cùng là việc thiết lập chế độ chuyên chính cá nhân.
Nhiều nhà sử học tin rằng từ năm 1926 đến năm 1929 nên được coi là thời điểm Stalin tiến dần đến quyền lực tối cao cá nhân. Vào tháng 12 năm 1925, tại Đại hội XIV của Đảng Cộng sản Liên minh (Bolshevik) Stalin được K. E. Voroshilov nhận xét trong bài phát biểu là «thành viên chính của Bộ Chính trị», người «tích cực nhất trong việc giải quyết các vấn đề và các đề xuất của ông thường được thông qua nhiều hơn bất kỳ ai khác». Tác phẩm nặc danh «Thư của Cựu Bolshevik» cho rằng năm 1933 là thời điểm thiết lập cuối cùng của nền thống trị độc tôn cá nhân của Stalin; tác giả của tài liệu này (người ta cho rằng đó thực sự là Bukharin) tin rằng kể từ thời điểm đó, cuộc đấu tranh trong đảng đã thay đổi về chất, chuyển từ xung đột giữa «nhóm Stalin» với các nhóm khác sang cuộc đấu tranh của nhiều nhóm nhỏ trong «nhóm lớn Stalin» với nhau nhằm gây ảnh hưởng cá nhân Stalin, bằng cách thuyết phục anh ta đưa ra những quyết định quan trọng.
Trong quá trình đấu tranh, các bên chủ động vu cáo nhau là «phản cách mạng», «tiểu tư sản», «phảnn bội chủ nghĩa Lenin», «chủ nghĩa phát xít» và nhiểu «lệch lạc» khác nhau. Vì vậy, Zinoviev năm 1925 buộc tội Stalin là «nửa Trốt-kít», và nhận lại một lời buộc tội vô lý không kém là «chủ nghĩa Axelrodov» (tức là chủ nghĩa Men-sê-vich, đặt theo tên của P.B.Axelrod), mặc dù Axelrod là người theo cánh hữu chứ không phải theo cánh tã như những đối thủ của Zinoviev vu khống. Điều đáng chú ý là tại Đại hội Đảng lần thứ 12 Đảng Cộng sản Nga vào năm 1923 chính Zinoviev, đứng đầu Ủy ban Trung ương chính thức vào thời điểm đó, đã tuyên bố rằng «bất kỳ lời chỉ trích nào đối với đường lối của đảng, ngay cả những người tự xưng là „cánh tả", đều là những lời chỉ trích của những kẻ menshevik nhưng giả vờ là bolshevik».
Một cuộc «chiến tranh thỏa hiệp phần thưởng» đã diễn ra, chủ yếu dưới hình thức tố cáo đối thủ đã có những bất đồng trong quá khứ với Lenin dù lúc này hay lúc khác. Vì vậy, tại Hội nghị thứ 7 Ủy ban điều hành của Quốc tế Cộng sản (1926) Stalin cho rằng vào năm 1917 Kamenev, sau khi biết về cuộc cách mạng Tháng Hai, đã gửi một bức điện chúc mừng nhân vật đang lưu vong ở Achinsk là Đại công tước Mikhail là «công dân đầu tiên của nước Nga tự do».
Trên thực tế, tin đồn về một «bức điện Kamenev» đã đến Petrograd ngay lập tức vào mùa xuân năm 1917 và sau đó được «Pravda» phủ nhận . Một tài liệu gây tổn hại lớn đến bản thân Stalin là Thư của Lenin gửi Đại hội XII (hay còn gọi là Di chúc của Lenin), trong đó khuyến nghị nên loại bỏ Stalin khỏi chức vụ Tổng bí thư. Sau đó, cũng có tin đồn rằng Stalin đã hợp tác với «mật vụ» Nga hoàng trước cách mạng.
Đặc điểm của tất cả những quá trình này là cuộc đấu tranh giành quyền lực đi kèm với những cuộc thảo luận gay gắt nhất về cách thức cấu trúc kinh tế, chính trị và quốc gia của Liên Xô. Tất cả các bên tham gia cuộc xung đột đều phải thể hiện một thuyết tương đối đạo đức nhất định để biện minh cho mình, kết thúc đấu tranh với các đối thủ trong quá khứ và chống lại các đồng minh cũ xưa kia (đặc biệt là «Zinovievite» Uglanov năm 1925 đã đào thoát sang phe của Stalin, nhưng vào năm 1928 đã tham gia vào «nhóm hữu khuynh»), và thay đổi cương lĩnh của mình để vừa lòng phe đối lập. Chính vì vậy, Trotsky đã đi vào lịch sử với tư cách là «chiến sĩ» ủng hộ «nền dân chủ trong đảng» và chống lại «nhữnngg kẻ Tháng Nóng»; nhưng nghịch lý ở chỗ, sau Nội chiến bản thân ông được coi là kẻ đầu sỏ của tập đoàn «Bonaparte đỏ». Về vấn đề dân chủ, Trotsky, khi đang ở đỉnh cao của quyền lực, vào năm 1920 yêu cầu các tổ chức công đoàn phải «luôn sục sôi» và tại Đại hội lần thứ mười (1921) tuyên bố rằng các đối thủ của ông đang lạm dụng khẩu hiệu «dân chủ». Stalin tại Hội nghị Đảng lần thứ XIII (1924) đã cho rằng đối với Trotsky «dân chủ chỉ là một công cụ cần thiết nhu một con ngựa và cũng là một vũ khí chiến lược». Bản thân Stalin, thường xuyên chống lại phe đối lập "khuynh tả" Trotsky-Zinoviev (1926-1927), nhưng sau khi thành công, dưới ảnh hưởng của cuộc khủng hoảng thu mua ngũ cốc năm 1927 ngay lập tức «chặn họng» các khẩu hiệu của phe đối lập; còn trong lĩnh vực công nghiệp hóa và tập thể hóa thì Stalin đã thực sự áp dụng chính sách mang tính Trốt-kít.
Những cáo buộc chính trị như vậy là khá phổ biến vào thời điểm đó; Zinoviev, kẻ đã trở thành kẻ thù cá nhân của Trotsky trong Nội chiến, đã chiến đấu quyết liệt chống lại ông ta vào năm 1923-1924 (Trotsky thậm chí còn cho rằng Zinoviev đã phát minh ra thuật ngữ "Chủ nghĩa Trốt-kít"), nhưng vào năm 1926, ông ta muốn thành lập một khối với sự tham gia của Trotsky. Sự phát triển tư duy chính trị của một trong những chính trị gia ôn hòa nhất trong những năm 1920, Bukharin thì rất ấn tượng: trong cuộc Nội chiến, ông không theo phe nào, nhưng lúc bấy giờ thì theo phái tả của chủ nghĩa Bolshevik, và thậm chí đã viết cuốn sách giáo khoa chính trị «ABC của chủ nghĩa cộng sản», sau đó rất phổ biến trong đảng, trong đó đầy lời biện hộ cho chế độ «cộng sản thời chiến».
Tất cả các cuộc thảo luận này đã diễn ra trong thời kỳ tuyển dụng công chức biết một vài chữ đặc biệt lớn «từ băng ghế dự bị» (xem Lời kêu gọi của Lenin), những người thường không hiểu gì về diễn biến của cuộc chiến ý thức hệ trừ một số kẻ kinh viện thờ ơ với cuộc sống. Một nghiên cứu về các tài liệu thời đó cho thấy rằng các chi bộ đảng cấp dưới đa số đều không quan tâm đến các cuộc tranh giành của những người lãnh đạo - những người làm mất uy tín lẫn nhau - đang hoành hành ở cấp trên. Hầu hết các thành viên ở các cấp bậc của đảng lúc này ưu tiên bỏ phiếu cho Stalin, với tư cách là Tổng Bí thư, đã trở thành nhà kiểm soát tối cao truyền thống và đặc quyền. Đến đầu những năm 1930, đại đa số những người cộng sản bình thường (khoảng 75%) có trình độ học vấn thấp, nhiều người không thể đọc và viết. Tỷ lệ người có trình độ học vấn cao chỉ chiếm khoảng 1%. Trong điều kiện dân số nông nghiệp quá tải ở nông thôn và tỷ lệ thất nghiệp lên tới 15% trong những năm 1920, mọi người quan tâm đến các vấn đề hoàn toàn khác nhau. Trong cuộc đấu tranh chống lại «khối Trotskyite-Zinoviev» một thợ mở khóa từ Vladivostok đã viết thư gửi cho cho Molotov: «Trong khi các ông đang tranh cãi ở trung ương thì gia đình tôi có thể chết vì đói... Các ông nhắc tôi nhớ lại về các liên minh tranh giành quyền lực vào thời trung cổ xa xưa ưa thích tranh cãi về chủ đề tôn giáo».
Đến những năm 1930, hệ tư tưởng nhà nước Liên Xô rất phong phú bởi một loạt các học thuyết mới. Phát minh tư tưởng cá nhân của Stalin thường được đúc kết bằng một câu «xây dựng chủ nghĩa xã hội ở một quốc gia duy nhất», lần đầu tiên được ông đưa ra vào cuối năm 1924, mặc dù trên thực tế, câu này lần đầu tiên được Lenin phát biểu vào năm 1915 trong bài viết «Bàn về phong trào "Hợp chúng quốc châu Âu"». Nghịch lý ở chỗ sau khi cuộc đấu tranh kết thức thì một số học thuyết của các phe phái thất bại trong việc chống Stalin rồi bị xử tử lại trở thành một phần của tư tưởng nhà nước Liên Xô. Ví dụː thuật ngữ «Đường lối chung» do Bukharin đưa ra, quan điểm "thành phố thần thánh" Leningrad vì nó là «thành phố của ba cuộc cách mạng» (do Zinoviev đề xuất). Zinoviev cũng là người đầu tiên tố cáo Đảng Dân chủ Xã hội Đức là «chủ nghĩa phát xít xã hội»; cuối cùng, học thuyết này trở thành luận điểm chính thức của Liên Xô giải thích lý do sự sụp đổ của các Đảng phái phi phát xít ở Đức chống lại chủ nghĩa quốc xã. Học thuyết theo chủ nghĩa cưỡng chế kinh tế mang tên «siêu công nghiệp hóa» bằng cách cướp tiền từ nông dân được nêu ra đầu tiên bởi nhà kinh tế Preobrazhensky, người thân cận với Trotsky, vào năm 1924. Nghịch lý thay, ngay cả khẩu hiệu bán chính thức «Stalin là Lenin ngày nay» được đưa ra bởi không ai khác ngoài Kamenev.

## Bối cảnh
Kể từ khi thành lập, Đảng Bolshevik gần như liên tục chìm đắm trong các cuộc đấu tranh phe phái nội bộ (để biết thêm chi tiết, xem. Danh sách các phái đối lập trong Đảng Cộng sản Liên Xô (Bolshevik)). Cho đến mùa thu năm 1918 quyền lực của Lenin trong đảng không vững vàng. Trên thực tế, trong bất kỳ vấn đề nguyên tắc nào, ông đã phải chịu đựng một cuộc đấu tranh gay go với nhiều phái đối lập khác nhau; thậm chí một số trường hợp, các quyết định được đưa ra bằng đa số phiếu bầu chống lại ý nguyện được thể hiện rõ ràng của Lenin. Vấn đề hòa bình trở nên đặc biệt nan giải vào năm 1918; chỉ khi bị đe dọa từ chức thì Lenin mới cố gắng đạt được sự đồng thuận trong đảng.
Đồng thời, Lenin không bao giờ trả đũa các đối thủ quá khứ của mình. Theo Richard Pipes, mặc dù sự tàn ác tột độ của mình đối với các đối thủ thực sự hoặc tiềm năng của Đảng Bolshevik nhưng Lenin thích hành động dựa trên sự tin tưởng của các cộng sự. Vì vậy, vào mùa thu năm 1917, Lenin tức giận yêu cầu khai trừ Zinoviev và Kamenev ra khỏi đảng, nhưng sau vài tháng, ông đã phục hồi đảng tịch của Zinoviev và bổ nhiệm làm chủ tịch Xô viết Petrograd, và một năm sau lên làm người đứng đầu Quốc tế Cộng sản.
Đồng thời, một trong những lợi thế cạnh tranh chính của những người Bolshevik trong cuộc đấu tranh gay gắt của thời kỳ Cách mạng và Nội chiến là sự đoàn kết nội bộ, một tổ chức tập trung cứng nhắc do một nhà lãnh đạo có uy tín đứng đầu. Đến cuối năm 1917 đảng Cách mạng Xã hội tan rã thành nhiều phần, trong đó một đảng Cách mạng Xã hội cánh Tả ly khai và tách ra thành một tổ chức riêng độc lập, nhưng năm 1918 đảng ly khai này cũng tan rã ra thành nhiều phần. Những người Menshevik, do sự tự do đáng kể trong các hình thức tổ chức nội bộ, đã thực sự chia rẽ thành các phe phái đấu tranh với nhau thời kỳ trước cuộc cách mạng. Vào đầu những năm 1920 các đảng có ảnh hưởng một thời là Menshevik và những người Cách mạng-Xã hội chủ nghĩa tan rã thành một số nhóm nhỏ nhưː Đảng Cộng sản Cách mạng và Đảng Dân túy Cộng sản (tách ra từ đảng Cách mạng-Xã hội), Đảng Công nhân Quốc tế Xã hội chủ nghĩa Nga (gồm những người theo chủ nghĩa Menshevik trước đây hay tự gọi mình là «Novozhiznets» có nghĩa là "Đời sống mới"), nhóm Cách mạng-Xã hội chủ nghĩa «Narod» (nghĩa là "nhân dân" xem thêm Đoàn đại biểu Ufa), v.v. Đồng thời, những người Bolshevik, bất chấp mọi khác biệt tư tưởng của họ, đã cố gắng duy trì sự thống nhất.
Cuối cùng, Гtình hình cuộc nội chiến thay đổi đáng kể. Đảng hầu như đã trở thành tổ chức chính trị hợp pháp duy nhất trong cả nước (xem Hệ thống đơn đảng), những người trong các tầng lớp khác muốn từ các đảng đối lập đã bắt đầu đồng loạt gia nhập Đảng. Có tới một phần tư số đại biểu tham dự Đại hội X (1921) là những người từng thuộc các đảng phái khác, chủ yếu là những người theo chủ nghĩa Menshevik trước đây. Sau khi lên nắm quyền, đảng đã có sự phát triển thần tốc về số lượng; còn những người trong quá khứ không ưa thích Đảng Bolshevik, nhưng hy vọng tạo dựng được sự nghiệp, đã bắt đầu tham gia đảng này.
Vào cuối Nội chiến ở Nga, một mâu thuẫn gay gắt đã nảy sinh giữa chế độ chính trị được thiết lập trong đảng và những thế lực chính trị bên ngoài đảng CS. Trong điều kiện kiểm duyệt và khủng bố của nhà nước, hoạt động chính trị hợp pháp duy nhất trong nước là cuộc đấu tranh giữa các phe phái trong nội bộ đảng. Nội bộ Đảng theo truyền thống vẫn cho phép Đảng viên có quyền tự do quan điểm. Những người theo chủ nghĩa đối lập có thể công khai bảo vệ quan điểm của họ, thậm chí ngay cả trên báo chí, trong một số trường hợp còn được thể hiện quan điểm bằng cách viết bài trên tờ báo «Pravda».
Thảo luận về công đoàn thời kỳ 1920—1921 đã chứng tỏ rõ ràng rằng đảng đang ở trong tình trạng hoang mang tột độ. Số lượng «công đoàn gốc» được đăng ký chính thức duy nhất đã lên tới tám công đoàn. Theo một vài ý kiến vào thời điểm đó, Đảng Cộng sản Nga (Bolshevik) đang trên đà tan rã thành các nhóm nhỏ thù địch nhau như Đảng Lao động Dân chủ Xã hội Nga trong quá khứ, vốn bị chia tách thành hai phe Menshevik và Bolshevik. Một «phái phản đối của người lao động» xuất hiện, cho thấy rõ ràng rằng các công nhân nhà máy, theo truyền thống được coi là cơ sở xã hội chính của chủ nghĩa Bolshevik, đang bắt đầu quay lưng lại với đảng.
Một sự kiện đáng báo động khác đối với Lenin là trong những cuộc thảo luận và bỏ phiếu về các đề xuất của Trotsky vào tháng 12 năm 1920 thì một nửa Ủy ban Trung ương bỏ phiếu thuận còn nửa kia bỏ phiếu chống. Tình hình bấy giờ ngày càng giống với cuộc mâu thuẫn nội bộ về việc ký kết Hòa ước Brest-Litovsk; Lenin bắt đầu lo sợ về sự mất kiểm soát đối với chính đảng của mình.
Tại Đại hội X (tháng 3 năm 1921), đích thân Lenin đã «thúc đẩy» việc thông qua nghị quyết mang tính quyết định lịch sử mang tên «Về sự thống nhất của Đảng», cấm bất kỳ phe phái nào trong đảng có thể trở thành «phôi thai» ly khai thành đảng mới và dẫn đến sự tan rã của đảng Bolshevik. Các dấu hiệu của chủ nghĩa bè phái được hiểu là những nỗ lực áp đặt kỷ luật và luật lệ riêng lên một nhóm nhỏ nào đó và luật lệ đó có sự khác biệt khá lớn so với luật của Đảng, và những "luật lệ" ấy thậm chí được thành viên coi trọng hơn cả kỷ luật đảng nói chung và thậm chí là việc soạn thảo các văn bản chương trình chính sách của riêng họ (tựa tựa như «cương lĩnh»), khác với các văn bản của đảng nói chung. Theo Richard Pipes, Lenin đã khắc phục được mâu thuẫn giữa chế độ chính trị bên trong đảng và chế độ chính trị bên ngoài Đảng bằng cách dùng một chế độ đàn áp những người bất đồng chính kiến đã được xác định ngầm với nội bộ đảng, bấy giờ đã khống chế hoàn toàn nước Nga.
Điều đáng kể là trong bầu không khí lúc bấy giờ, một quyết định như vậy không gây ra bất kỳ sự phản kháng nghiêm trọng nào. Các đại diện của «phái phản đối của người lao động» và «nhóm phản đối nguyên tắc tập trung dân chủ» nói về sự mất đoàn kết trong đảng với sự tiếc nuối không kém gì các đại diện của «cương lĩnh Tháng Mười». Trotsky bày tỏ tin tưởng rằng phe đối lập, với tư cách là «những người lính bảo vệ đảng», sẽ tuân theo quyết định của mình.
Khi Lenin, phát biểu tại Đại hội 10, giận dữ công kích cho rằng sự đa nguyên của các «công đoàn gốc» khác nhau (thể hiện trong cương lĩnh của các công đoàn đó) và «hệ thống các phòng riêng biệt» (các cuộc họp riêng của các phe phái) sẽ dẫn đến sự sụp đổ của đảng và nói cả ông và các đồng chí trong tay của mình đều hiểu rõ hậu 1ủa của sự sụp đổ đó là gì. Có một thời, chính Lenin đã thành lập một phe phái trong Đảng Lao động Dân chủ Xã hội Nga có tiếng đoàn kết lúc bấy giờ, đặt kỷ luật nội bộ lên trên kỷ luật đảng chung. Trong một số thời điểm, những người theo chủ nghĩa Bolshevik và Lê-nin-nít thậm chí còn thành lập các cơ quan phe phái của riêng họ độc lập với Đảng Lao động Dân chủ Xã hội, trực tiếp hoạt động bất hợp pháp theo quan điểm của điều lệ nhóm. Sự tái diễn của lịch sử đã quá đủ rõ ràng và mối đe dọa về sự sụp đổ của Đảng Cộng sản Nga (Bolshevik) được coi là hoàn toàn có thật.
Đồng thời, vào năm 1921 ông vẫn chưa thể tiến hành bắt giữ những kẻ gây chia rẽ vì sợ những lời kết tội đối lập. Điều mà những người thích chia bè chia phái sợ nhất là bị trục xuất khỏi đảng. Theo nhà sử học E. H. Carr, bị trục xuất khỏi đảng chỉ vì có quan điểm đối lập là một điều hoàn toàn bình thường. Trong các nước đa đảng, một người bị khai trừ có thể gia nhập một đảng phái khác phù hợp hơn với niềm tin của mình. Tuy nhiên, trong các nước độc đảng, bị trục xuất khỏi Đảng có nghĩa là tự động chấm dứt mọi hoạt động chính trị hợp pháp. Theo các nhà nghiên cứu, chính điều này là nguyên nhân khiến cho các cuộc đấu tranh phe phái trong ĐCSLX lại rộng lớn và khắc nghiệt đến vậy.
Đồng thời, cuộc chiến chống lại phe đối lập đã được tiến hành rất cẩn thận trong một thời gian dài, và kéo dài hơn một thập kỷ. Cho dến Đại hội Đại biểu thứ XVII Đảng Cộng sản Toàn Liên bang (Bolshevik) (1934) thì Đảng mới có thể tuyên bố rằng nghị quyết 1921 («Về sự thống nhất của Đảng») đã được Đảng hoàn thành thắng lợi, và lần đầu tiên trong lịch sử trong đảng không có phe phái nào. Ví dụ đầu tiên về việc sử dụng vũ lực để đàn áp trong cuộc đấu tranh nội bộ đảng là năm 1923 khi Bộ Bảo Chính đập tan thành từng mảnh một trong những nhóm «phái phản đối của người lao động» bị cấm là nhóm Myasnikov. Sau khi bị khai trừ khỏi đảng, phái phản đối của người lao động vẫn tiếp tục các hoạt động chính trị của họ trong bóng tối nhưng sau đó bị bắt. Trong năm đó Dzerzhinsky chính thức yêu cầu các đảng viên báo cáo cho cơ quan của mình về các trường hợp hoạt động bè phái mà họ biết.
Đảng Bolshevik thời đó không có chức vụ Chủ tịch Ủy ban Trung ương hoặc những chức vụ tương tự. Lênin, với quyền lực bao trùm của mình, trên danh nghĩa cũng là Ủy viên Ban Chấp hành Trung ương giống hệt như những người khác. Chức vụ Tổng bí thư lần đầu tiên xuất hiện vào năm 1922, và ban đầu chỉ có vai trò là người đảm trách mối quan hệ giữa cấp trung ương với cấp địa phương, duy trì «kỷ cương» trong đảng, làm cho bộ máy nhà nước hoạt động trơn tru, chứ không có vai trò lãnh đạo đảng. Lúc đó, cuộc đấu tranh trong nội bộ đảng thường diễn ra dưới hình thức phe này cố gắng loại bỏ người trong phe kia nhằm chiếm đa số thành viên trong Ban Chấp hành Trung ương. Bắt đầu từ năm 1921, những người ủng hộ Trotsky nhận thấy mình đang dần mất thế thượng phong và nhóm «Zinovievite» (Kamenev, Zalutskiy, Lashevich, Sokolnikov, Uglanov, v.v.) và «nhóm Stalin» (Kaganovich, Kirov, Ordzhonikidze, Mikoyan, Yaroslavsky, Molotov, v.v.) ngày càng phát triển thế lực và chiếm vị trí quan trọng trong đảng.

## Tóm tắt thời biểu
Trình tự thời biểu của cuộc đấu tranh trong nội bộ đảng có thể được tóm gọn như sau.
1921 — 1922.. Mặc dù các cuộc thảo luận về tổ chức công đoàn đã chứng tỏ đảng đã chia rẽ thành nhiều nhóm tư tưởng rất khác nhau, nhưng trong giai đoạn Đảng chủ yếu đấu tranh chống lại các «phái phản đối của người lao động» trong đó tiêu biểu là phái Shlyapnikov — Kollontai. Lênin đã đích thân viết bài chỉ trích phái phản đối, cáo buộc phái đó là một «nhóm lệch lạc theo chủ nghĩa công đoàn vô chính phủ"», và cũng đích thân «thông qua» tại Đại hội 10 (1921) nghị quyết lịch sử «Về sự thống nhất của Đảng». Nội dung nghị quyết cấm đấu tranh bè phái, nếu không làm theo có thể dẫn đến sự tan rã của Đảng.
Một nghị quyết mang tính lịch sử khác của Đại hội X là quyết định thay thế hệ thống chiếm dụng thặng dư bằng một loại thuế hiện vật nhẹ hơn và một năm sau bắt đầu triển khai NEP để đảm bảo hòa bình dân sự cho đất nước cho đến ngắn nhất là vào cuối những năm 1920. Nhiều người Bolshevik lão thành hay gọi các chính sách này là «Hòa ước Brest-Litovsk phiên bản nông nghiệp», đánh dấu sự bất lực của các kế hoạch cấp tiến nhằm tổ chức lại đất nước trước các cuộc nổi dậy của đa số nông dân.
Sau khi thất bại tại Đại hội X, «phái phản đối của người lao động» vào tháng 2 năm 1922 đã gửi «Tuyên bố của nhóm 22» đến Ban chấp hành của các Tổng công ty với những lời chỉ trích gay gắt; Trên giấy tờ, Đảng Cộng sản Nga (Bolshevik) chỉ được coi là một đảng cấp quốc gia trực thuộc Quốc tế Cộng sản (QTCS). Trên thực tế, từ thời điểm thành lập, Quốc tế Cộng sản phụ thuộc vào Moscow trong mọi công việc, và phản ứng của QTCS trước tuyên bố của phe đối lập là điều có thể đoán trước được.
Tại Đại hội XI (1922), «phái phản đối của người lao động» đã thực sự bị dẹp tan, và việc khai trừ hàng loạt những thành viên của tổ chức này ra khỏi đảng bắt đầu được tiến hành. Một số phần tử của phái phản đối tiếp tục hoạt động bất hợp pháp. Nhiệm vụ đầu tiên của OGPU đối phó với âm mưu tách ra thành lập Đảng riêng của nhóm Myasnikov sau cuộc bút chiến của chính Myasnikov với Lenin.
Lý do chính dẫn đến những lời chỉ trích của phái phản đối là Đảng Bolshevik, tự gọi mình là «đại diện cho giai cấp công nhân», và nền tảng quyền lực của nó là «chế độ chuyên chính vô sản», trên thực tế, thành viên của Đảng phần lớn là những trí thức cấp tiến, trong đó nhiều người còn tự coi mình là «nhà tư tưởng». Ai cũng biết rằng trong những thành viên đầu tiên của Hội đồng Dân ủy do Đại hội Đại biểu công nhân và binh lính Xô viết toàn Nga lần thứ II bầu ra vào năm 1917, thực tế chỉ có hai người làm nghề công nhân - Shlyapnikov và Nogin. Ngoài ra còn có ba người có cha mẹ là quý tộc (Lenin, Oppokov (Lomov) và Lunacharsky). Trong lịch sử Liên Xô, tỉ lệ công nhân cao nhất cũng chỉ quá bán vào năm 1923.
Còn trong tổ chức của Hồng quân thì có sự xuất hiện đông đảo của các cựu sĩ quan tham gia quân đội Nga hoàng mà theo truyền thống bị những người xã hội chủ nghĩa coi là phản cách mạng, những người sĩ quan này cố gắng giải tán một cách thô bạo các cuộc nổi dậy để chứng tỏ lòng trung thành. Để tổ chức ngành công nghiệp, những người Bolshevik đã phải nỗ lực rất nhiều để thu hút các kỹ sư tài năng của chế độ cũ (trong một số trường hợp còn tìm cách mời gọi cả các chủ buôn và các quan chức giàu kinh nghiệm đã phục vụ thời tiền cách mạng phục vụ các cơ quan nhà nước). Tất cả những điều này đã gây khó chịu cho phái phản đối - liệu giai cấp công nhân có thực sự cai trị đất nước, như đã được đảng tuyên bố nhiều lần? Ngoài ra, trong thời kỳ Nội chiến lẫn thời kỳ tồn tại của cái gọi là «chế độ chuyên chính vô sản» thì đời sống vật chất của người lao động giảm xuống nghiêm trọng còn số lượng công nhân cũng giảm mạnh về số lượng.
Hậu quả tất nhiên là đảng đã phải hứng chịu sự chỉ trích này. Trong cuộc Tổng thanh trừng 1921-1922, số lượng những trí thức cũ trong Đảng Cộng sản Nga (Bolshevik) giảm mạnh, và tỷ lệ công nhân tăng lên rõ rệt.
1922-1923. Vào năm 1922, vấn để đặt ra về sự cần thiết phải điều chỉnh các mối quan hệ giữa Moscow với các vùng ngoại biên Xô Viết của Đế chế Nga cũ. Về vấn đề này, các cuộc thảo luận đã nảy sinh về sự phân bổ quyền lực giữa vùng trung tâm và vùng ngoại ô, về thái độ đối với một số đảng quốc gia cánh tả cộng tác với Đảng Bolshevik. Stalin đã thất bại trong thuyết phục mọi người ủng hộ việc «thúc đẩy» kế hoạch «tự trị hóa» «quyền của vùng ngoại biên» của mình. Dưới áp lực của cá nhân Lenin, bản kế hoạch dự thảo về các nước cộng hòa tự trị đã được thông qua, trong đó các nước cộng hòa liên hiệp có được những quyền tự trị đầy đủ như một nhà nước độc lập (tuy nhiên trong hệ thống độc đảng thì quyền «tự trị» chỉ như một đồ trang trí và trên thực tế các nước cộng hòa liên hiệp chỉ như một tỉnh của Liên Xô). Tại Đại hội 12 (1923), Stalin đã thành công trong việc trục xuất cái gọi là «những kẻ lệch lạc dân tộc» khỏi Georgia trong một cuộc đấu tranh khó khăn.

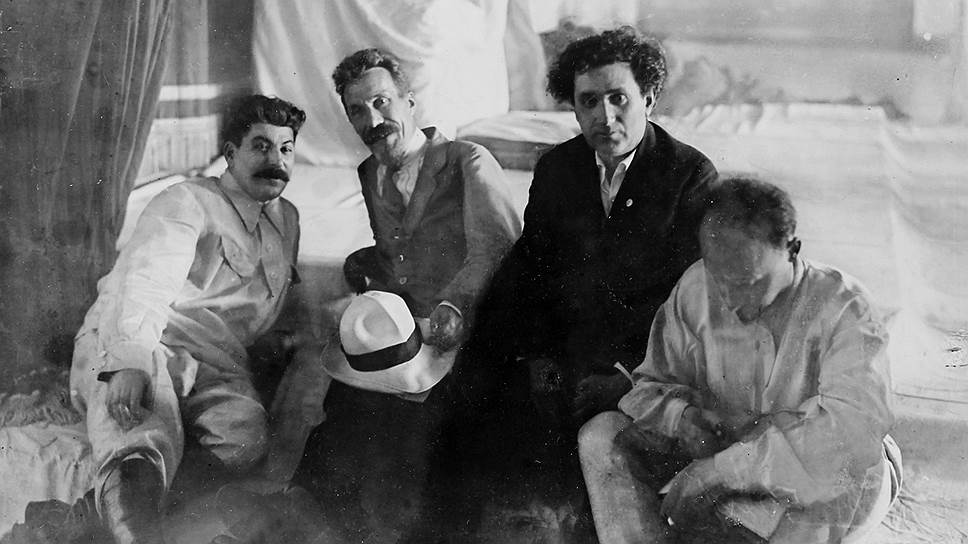
Stalin, Rykov, Zinoviev và Bukharin vào tháng 9 năm 1924

1923-1924. Sau lần đột quỵ thứ ba của Lenin thì «bộ ba» Zinoviev-Kamenev-Stalin lên nắm quyền. Trong một thời gian ngắn (khoảng một năm rưỡi) Zinoviev đã thực sự trở thành lãnh đạo của đảng và nhà nước. «Bộ ba» đã tiến hành một cuộc đấu tranh gay gắt với Trotsky, người được coi là một trong những ứng cử viên chính cho vai trò người kế vị Lenin đang hấp hối. Trotsky cũng đặc biệt nguy hiểm vì ông vẫn còn nắm quân đội trong tay mình.
Một liên minh đa số tạm thời giữa «nhóm Zinoviev» và «nhóm Stalin» đã được thành lập trong Ủy ban Trung ương, nhằm áp đảo và cô lập Trotsky trong việc bỏ phiếu ra quyết định. Bắt đầu từ năm 1921, nhóm những người ủng hộ Trotsky trong Ủy ban Trung ương ngày càng thưa thớt dần. Quá trình suy yếu hóa Trotsky gặp nhiều thuận lợi vì sự mở rộng quyền lực của Ủy ban Trung ương bắt đầu từ năm 1923. Trên thực tế, sự mở rộng này có công rất lớn của tầng lớp thượng tầng trong đảng, đa số ủng hộ Zinoviev hoặc Stalin.
Trotsky đã mất ưu thế trong các cuộc thảo luận trước Đại hội 13. Ông bị buộc tội tiến hành một cuộc đấu tranh bè phái mà Lenin đã cấm trong Đại hội X, nhằm kích động thanh niên chống đối Đảng. Về phần mình, Trotsky tuyên bố hình thành một «hệ thống cấp bậc bí thư» trong đảng, khiến cho nền dân chủ tập trung của đảng giảm đi nhiều. Những tuyên bố như vậy trông khá mơ hồ trong môi miệng của một người ủng hộ các phương pháp quản trị nghiêm ngặt kiểu quân sự nổi tiếng như Trotsky. Vào năm 1921, trước những lời trách móc tương tự từ «phái phản đối của người lao động», ông đã trả lời lại rằng phái phản đối «làm nền dân chủ suy yếu». Sau đó, Zinoviev và những kẻ ủng hộ (gọi chung là «phái hữu khuynh») cũng bị chỉ trích vì những lí do tương tự. Lúc đó «phái hữu khuynh» đang ở đỉnh cao quyền lực và họ tìm cách sử dụng vũ lực chống lại phái phản đối với lý do chống lại sự chia rẽ trong đảng và chủ nghĩa bè phái. Nhưng do thấy phe mình chưa chiếm hoàn toàn ưu thế trong đảng nên một thời gian sau họ đã sử dụng lại khẩu hiệu "dân chủ trong nội bộ đảng".
Tại Đại hội 13 năm 1924, Trotsky nhận thấy mình thuộc một nhóm thiểu số có quyền lực không đáng kể và lần đầu tiên bị cô lập. Sự thất bại của ông một phần cũng là do kế hoạch khuyến khích hàng loạt công nhân gia nhập đảng (Lời kêu gọi của Lenin) bắt đầu từ năm 1924. Phần lớn những công nhân này kém hiểu biết về xung đột ý thức hệ và thích bỏ phiếu cho Stalin.
Mất quyền kiểm soát Ủy ban Trung ương, Trotsky cũng dần mất quyền kiểm soát Hội đồng Quân nhân Cách mạng. Các ủy ban do Stalin thành lập đưa ra kết luận về những thiếu sót lớn trong quân đội. Với lý do sửa sai, người ta đề xuất giới thiệu những người mới vào Hội đồng Quân nhân Cách mạng, tất nhiên những người này đều là «những người theo chủ nghĩa Zinoviev» và «những người theo chủ nghĩa Stalin».
Tất cả những gì Trotsky có thể làm trong thời điểm đó là nhắc nhở quần chúng trong đảng về công lao của ông với tư cách là người sáng lập Hồng quân và một trong những người tổ chức chính của Cách mạng Tháng Mười. Lợi dụng sự căng thẳng tạm thời giữa Zinoviev và Stalin (do bài phát biểu của Zinoviev tại kì họp bí thư các khu ủy thuộc Ủy ban Trung ương Đảng Cộng sản Liên Xô (Bolshevik), lúc đó là diễn đàn quan trọng thứ ba sau đại hội Đảng và hội nghị toàn thể của Ủy ban Trung ương, sau đó vào ngày 17 tháng 6 năm 1924, Stalin đã chỉ trích Zinoviev làm sai lệch chủ nghĩa Lenin bằng việc nói câu «nước Nga NEP là nước Nga xã hội chủ nghĩa» thay vì trích dẫn chính xác câu nói của Lenin là «từ Nga NEP sẽ tiến hóa thành nước Nga xã hội chủ nghĩa»), Trotsky đã xuất bản một loạt bài báo từ tháng 9 năm 1924 có tên là « Bài học tháng 10 ». Vì vậy, Trotsky thực sự đã khơi mào cho một chiến dịch gọi là « cuộc chiến giữa văn học với chủ nghĩa Trốt-kít».
Trotsky nhắc nhở các đảng viên rằng vào năm 1917, chính ông là một trong những nhà tổ chức chính của cuộc nổi dậy Tháng Mười, và Zinoviev và Kamenev phản đối tiến hành cuộc nổi dậy. Đáp lại, tờ «Những người theo Zinoviev» đã xuất bản các bài báo thuật lại tình hình hậu trường trong nội bộ Đảng trước cách mạng, trong đó Lenin và Trotsky đã tranh cãi đến nỗi đã xúc phạm lẫn nhau. Zinoviev, Stalin và Bukharin đã đưa ra những nghi vấn của riêng họ và họ cáo buộc Trotsky người theo chủ nghĩa Menshevik, âm mưu «thay thế chủ nghĩa Lenin bằng chủ nghĩa Trotsky - một học thuyết tiểu tư sản thù địch với chủ nghĩa Lenin». Kết quả của cuộc thảo luận là Trotsky đã phải chịu một thất bại nặng nề. Tháng 1 năm 1925, ông mất chức Chủ tịch Hội đồng Quân nhân Cách mạng. Quân nhân nổi tiếng Xô Viết thời đó, Mikhail Frunze, người được chọn là người kế vị chức Chủ tịch Hội đồng Quân nhân Cách mạng, qua đời vào tháng 10 năm 1925 trong vụ án khó hiểu. Ngay từ năm 1926, phe đối lập đã cho rằng Stalin là chủ mưu thực hiện cuộc ám sát. Bazhanov cho rằng Frunze không phải là một kẻ «Trốt-kít» hay «Xta-lin-nít», nhưng cũng đang đấu tranh để giành quyền lực, cũng như có thể đang chuẩn bị một cuộc đảo chính quân sự.
Nội dung chính sách đối ngoại chính của thời kỳ này là sự xuất hiện của khái niệm «tình thế cách mạng» ở Đức vào năm 1923. Việc Pháp-Bỉ chiếm đóng Ruhr đã gây ra sự bất bình lớn trong dân chúng Đức và tình hình kinh tế khó khăn ở Cộng hòa Weimar chẳng khác nào đổ thêm dầu vào lửa (xem bài Chiếm lĩnh Ruhr). Tình hình đặc biệt căng thẳng vào mùa thu năm 1923 khi chính phủ trấn áp cuộc «Đảo chính quán bia» của Đảng Quốc xã ở Munich và cuộc nổi dậy của đảng cộng sản ở Hamburg. Những cuộc nổi dậy của đảng cộng sản ở Sachsen và Thuringia nhanh chóng tắt ngấm bất chấp sự ủng hộ của đại sứ Liên Xô Krestinsky.
Zinoviev và Stalin đã nghi ngờ kết quả của các cuộc cách mạng của đảng cộng sản ở Đức ngay từ đầu. Trotsky đã sử dụng những thất bại liên tiếp của phe nổi dậy để chỉ trích Zinoviev và Stalin.

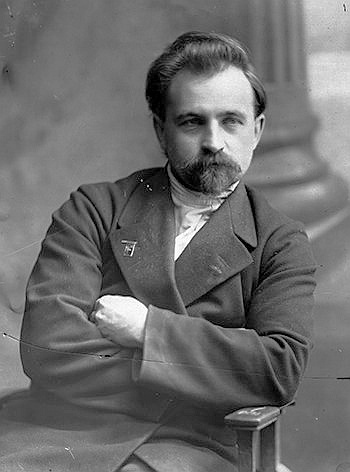
Quá trình công nghiệp hóa của Stalin trong những năm 1930 thực sự được thực hiện theo kế hoạch do nhà «Trốt-kít» lỗi lạc Preobrazhensky sáng tạo. Học thuyết «tích lũy cộng sản nguyên thủy» do ông xây dựng đã bị Bukharin giận dữ bác bỏ như một hệ thống bóc lột nông dân kiểu «quân sự-phong kiến» bằng cách bòn rút tiền từ nông dân để thúc đẩy công nghiệp hóa.

1925. Sau khi «lật đổ» Trotsky thì «bộ ba» lập tức chia rẽ. Vào tháng 12 năm 1924, lần đầu tiên Stalin đưa ra luận điểm «xây dựng chủ nghĩa xã hội ở một quốc gia riêng biệt» và bắt đầu kế hoạch để tranh thủ sự ủng hộ của đa số tại Đại hội XIV sắp tới. Trong nỗ lực tạo đối trọng với Zinoviev và Kamenev, ông đã lôi kéo nhóm Bukharin-Rykov-Tomsky làm đồng minh của mình. Vào năm 1924, Bukharin trở thành một ứng cử viên nặng ký cho vị trí thành viên trong Bộ Chính trị. Sau khi Lenin qua đời, Rykov được bổ nhiệm làm chủ tịch Hội đồng Nhân dân vị trí quyền lực đến nỗi được một bộ phận người dân coi là «nguyên thủ quốc gia».
Còn Zinoviev thì lập nên một phe phái gọi là «phe đối lập Leningrad» (gồm Zinoviev - Kamenev - Sokolnikov - góa phụ Krupskaya), tự cho mình là đại diện của người lao động Leningrad cấp tiến, những người có tư tưởng cánh tả và không hài lòng với những mặt tiêu cực của NEP. Đường lối «xây dựng chủ nghĩa xã hội ở một nước riêng biệt» bị bác bỏ gay gắt. Đồng thời, phe đối lập còn đưa ra «bốn yêu sách» gồmː thay đổi từ từ NEP, thực hiện các chính sách XHCN với tốc độ khác nhau ở từng địa phương, thành lập Ban Tài chính Nhân dân do Sokolnikov lãnh đạo, và cải cách tiền tệ.
Đại hội Đại biểu lần thứ XIV của Đảng (tháng 4 năm 1925) đã thông qua quan điểm của Stalin về «xây dựng chủ nghĩa xã hội ở một nước duy nhất». Sau đó ĐCSLX liền ban bố các chính sách mang tính hòa hoãn với nông dân. Đảng cũng phát động phong trào «Hướng về về nông thôn» làm cho ĐCSLX có thêm được 137.000 đảng viên mới là nông dân - một sự kiện chưa từng có, cho dù đảng luôn tự coi mình là đảng của «công nhân», và thời tiền cách mạng thành phần nông dân chỉ chiếm vài phần trăm trong đảng.
Công tác chuẩn bị cho Đại hội XIV đi kèm với những bê bối chưa từng có. Zinoviev đã thanh trừng một cách có phương pháp tất cả những «kẻ Xta-lin-nít» ra khỏi Đảng ủy Leningrad và trước thềm đại hội các tờ báo của đảng ủy Moscow và Leningrad bắt đầu lăng mạ nhau. Lo sợ thất bại trong cuộc đấu tranh với nhà tư tưởng Zinoviev, Stalin, với lý do chống lại chủ nghĩa bè phái, đã ra lệnh cấm các Đảng viên thảo luận trước Đại hội. Những người theo chủ nghĩa đối lập thậm chí còn không được in các tài liệu chính sách của riêng mình để trình bày tại đại hội.
Đại hội lần thứ XIV (tháng 12-1925) diễn ra trong bầu không khí trì trệ và tố cáo lẫn nhau. Tài hùng biện của Zinoviev kết hợp với việc trích dẫn khéo léo các danh ngôn của Lenin không giúp được gì cho ông. Sau khi tự nhận mình là nhóm thiểu số trong Đại hội, Zinoviev và Kamenev sớm mất tất cả các chức vụ cao cấp của họ. Tại Leningrad, quân «Xta-lin-nít» gặp phải sự kháng cự quyết liệt. Tổng cục Chính trị địa phương, theo lệnh của Zinoviev, đã cấm cản phe Stalin trình bày các tài liệu chính thức tại Đại hội XIV và trong cuộc thanh trừng có tổ chức trong Đảng ủy Leningrad năm 1926, những người cộng sản địa phương thân Stalin bị giam lỏng trong văn phòng của mình.

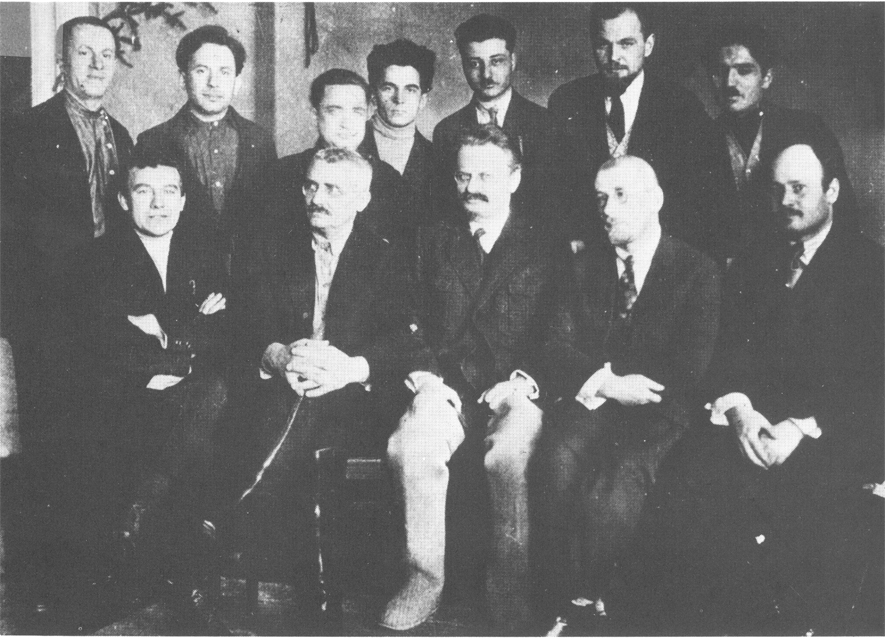
Phái đối lập tả khuynh

1926 — 1927. Sau thất bại của Zinoviev, tàn dư của tất cả các phe đối lập gồm: «Trốt-kít», «Zinovievite», cũng như phái «Tập đoàn Trung ương Dân chủ» trước đây và «phái phản đối của người lao động» hợp sức lại với nhau. Trên thực tế, sự hợp tác giữa các đối thủ ý thức hệ trong quá khứ chỉ khiến họ mất uy tín hơn nữa trong đảng. Phe đối lập bị cáo buộc đã thể hiện sự thiếu nguyên tắc, sẵn sàng hy sinh những lý tưởng riêng của mình chỉ vì một mục tiêu - đó là nắm quyền.
Phe đối lập nhấn mạnh về sự cần thiết của một cuộc tấn công chống lại «phú nông» và «giai cấp tư sản mới», Nepmanov cho rằng phải đẩy mạnh công nghiệp hóa và ngăn chặn quá trình quan liêu hóa. Chính quyền sau đó đã sử dụng khẩu hiệu «Làm giàu» để khuyến khích phát triển kinh tế nông thôn nhưng bị chống đối quyết liệt và một thời gian sau phải bị loại bỏ theo lệnh của Stalin.
Sau khi giành được sự ủng hộ của đa số trong đảng vào năm 1925, Stalin từ từ «bóp chết» và trục xuất phe đối lập (PĐL) ra khỏi Đảng. Nhận thấy mình thuộc nhóm thiểu số, PĐL chuyển sang phương pháp tiền khởi nghĩa, tổ chức các nhà in bất hợp pháp và tiến hành họp mặt với công nhân. Việc trục xuất hàng loạt những người chống đối ra khỏi đảng bắt đầu.
Đến năm 1927, những bất đồng trong nội bộ đảng leo thang đến mức tối đaː những lời lăng mạ, phản đối, thậm chí công kích đã trở thành chuyện thường ngầy ở Đảng. Vào ngày 20 tháng 7 năm 1926, sau một cuộc cãi vã đặc biệt gay gắt với phe đối lập thì Dzerzhinsky chết vì một cơn đau tim. Vào mùa thu năm 1926, Krupskaya rút khỏi phe đối lập, tuyên bố rằng «chúng ta đã đi quá xa». Các nhà sử học vẫn chưa biết rõ tình hình trong Đảng căng thẳng như thế nào vào năm 1927, nhưng thực tế là vào tháng 8-9 năm đó, Trotsky đã say mê viết ra tác phẩm «Luận cương Clemenceau» đầy tai tiếng. Trong tác phẩm ông tuyên bố rằng trong trường hợp không thể tránh khỏi bắt đầu một cuộc đại chiến mới thì «đạo quân thứ 5» sẽ nhanh chóng cướp lấy Moskva. Sau đó ông ta sẽ dàn xếp một cuộc đảo chính, «bắn chết» hết đạo quân thứ 5 (những người Xta-lin-nít) và kết thúc chiến tranh một cách thắng lợi.
Sự thất bại của phe thân Liên Xô ở Trung Quốc là một chủ đề mới để chỉ trích của phe đối lập; Tưởng Giới Thạch, từng được coi là đồng minh, đã tàn sát những người cộng sản ở Thượng Hải. Song song với cuộc khủng hoảng ở Trung Quốc, quan hệ Anh-Xô xấu đi rõ rệt vào năm 1927. Ngoài ra, một làn sóng tấn công khủng bố và âm mưu đảo chính của những đặc vụ trung thành với Bạch vệ thuộc tổ chức Quân Liên hiệp Toàn Nga đã làm chấn động ban lãnh đạo Liên Xô. Ngày 7/6/1927 tên khủng bố «phản cách mạng» Koverda đã ám sát đại sứ Liên Xô Voikov tại Warszawa.
Sau khi tổ chức một «cuộc diễu binh» thị uy Trốt-kít vào ngày 7 tháng 11 năm 1927 thì Trotsky, Zinoviev và Kamenev đã bị khai trừ khỏi đảng theo đúng luật do đích thân Lenin soạn vào năm 1921 nhằm chống lại «phái phản đối của người lao động» — bằng một nghị quyết của Hội nghị Toàn thể Trung ương và Ủy ban Kiểm soát Trung ương. Ngay sau đó nghị quyết này cũng được thông qua trong Đại hội XV (12/1927).
Cũng như những kẻ chống đối chính phủ Nga hoàng, một số người chống đối Stalin nổi tiếng cũng bị bắt lưu đày. Tiêu biểu, Trotsky vào tháng 1 năm 1928 đã bị trục xuất đến Alma-Ata.
1928-1929. Tuy nhiên, những ý tưởng «tả khuynh» của phe đối lập vẫn còn được nhân dân ủng hộ. Dp cuộc khủng hoảng thu mua ngũ cốc năm 1927, Stalin đã quyết định tạm ngưng lại các chính sách quá cấp tiến của mình, tuyên bố sự cần thiết phải tăng tốc «siêu công nghiệp hóa» bằng cách bòn rút tiền từ nông dân. Các đồng minh trong quá khứ như «phái Bukharin» nay đã thành «những kẻ hữu khuynh lệch lạc».
Công cuộc «tả khuynh hóa» của Stalin diễn ra trong điều kiện các vấn đề khó khăn kinh tế ngày càng trầm trọng hơn (có một mối đe dọa thực sự là gián đoạn nguồn hậu cần cho các thành phố và quân đội) và tình hình chính sách đối ngoại (dân chúng cho rang92 Liên Xô đang chuẩn bị cho một cuộc chiến mới). Với việc tình hình ngày càng phức tạp vào năm 1927, quan hệ Anh-Xô rạn nứt đã khiến đất nước Xô viết rơi vào khủng hoảng quân sự. Theo như một số tài liệu thì dân chúng đã bắt đầu mua sắm ào ạt các mặt hàng thiết yếu nhằm dự trữ cho một cuộc chiến tranh sắp đến.
Đại hội X (1921) đã tuyên bố sẽ tiến hành một chiến dịch mang tênː «Tăng cường liên kết giữa trung ương và địa phương» nhưng đã tan rã ngay từ trứng nước. Những người nông dân bắt đầu đầu cơ ngũ cốc; đảng nghi ngờ rằng đang xảy ra một hiện tượng gọi là «cuộc đình công lương thực của phú nông (kulak)». Với lại thành phần đảng viên là nông dân trong đảng luôn không đáng kể. Ngoài ra, trong Đảng Cộng sản Liên Xô (Bolshevik) vẫn còn có nhiều đảng viên là những cựu binh tham gia Nội chiến, bao gồm cả những người đã từng có kinh nghiệm chiến đấu chống lại «quân xanh lá» nổi dậy do những thành phần nông dân bất mãn lãnh đạo. Chiến dịch «diệt phú nông» vì vậy đã được nhiều người ủng hộ.
Vào đầu năm 1928, có thể nói rằng chiến dịch thu mua ngũ cốc đã thất bại; Stalin đích thân đến Siberia để kêu gọi nông dân giao nộp ngũ cốc cho chính quyền nhà nước. Ông trở về từ chuyến đi này với tư cách là một người được nông dân ủng hộ nhiệt thành (tất nhiên người ta vẫn không rõ là họ ủng hộ tự nguyện hay bị cưỡng ép ủng hộ).
Cuộc khủng hoảng thu mua ngũ cốc năm 1927 là cuộc khủng hoảng kinh tế cuối cùng của NEP. Cuối cùng, đảng này đi đến kết luận rằng chế độ NEP đã làm kiệt quệ nhà nước. Nó có những mặt tích cực lẫn tiêu cực. Kinh tế rõ ràng đã dừng lại và cần phải có những phương pháp mới. Mức sống của dân chúng vẫn còn dưới mức trước chiến tranh (mức năm 1913), trong điều kiện «bình đẳng toàn dân» đã gây ra sự thù địch lớn đối với tất cả các nhóm đặc quyền đặc lợi xưa kia: «phú nông», Nepmen, những «trí thức tư sản» và thậm chí cả những người Bolshevik lão thành. Tốc độ công nghiệp hóa còn tương đối chậm. Vào cuối những năm 20, Nga lại rơi vào tình trạng nông dân quá đông. Ngành công nghiệp không thể tích cóp được thặng dư lao động,
Vào ngày 14 tháng 7 năm 1928, «nhóm Bukharin» đã xuất bản một bài báo trên tờ «Sự thật» nói rằng «đảng sẽ không đi chệch một bước đường lối của Đại hội 15 và từ chối mọi nỗ lực để giải quyết khủng hoảng bằng đường lối Trốt-kít». Đáp lại, Stalin đã tạm thời đóng cửa tờ báo.
Năm 1929 Bukharin bị loại bỏ khỏi Ủy ban Thường vụ và Bộ Chính trị, năm 1930 Rykov bị loại khỏi chức vụ Chủ tịch Hội đồng nhân dân.
Stalin tuyên bố năm 1929 là «năm của một bước ngoặt vĩ đại». Công nghiệp hóa, tập thể hóa và cách mạng văn hóa được tuyên bố là mục tiêu chiến lược của quốc gia.

## Các ứng cử viên chính cho vai trò người kế nhiệm Lenin
Vào cuối cuộc Nội chiến, sức khỏe của người sáng lập ra Đảng Bolshevích và nguyên thủ Liên Xô trên thực tế là V.I. Lenin đã bị suy giảm nghiêm trọng. Cuối năm 1920, ông bắt đầu đau đầu dữ dội và sức lao động giảm sút. Ngày 6 tháng 3 năm 1922, tại một cuộc họp với các tổ chức công nhân ủng hộ cộng sản, Lê-nin đã thẳng thắn tuyên bố rằng căn bệnh của mình ngày càng nặng đến nỗi «không cho tôi cơ hội trực tiếp tham gia công tác chính trị và cũng hoàn toàn không cho phép tôi hoàn thành chức vụ trong các Xô viết mà tôi được bổ nhiệm». Vì bị bệnh, Lenin chỉ xuất hiện tại 4 trong số 12 phiên họp của Đại hội Đảng lần thứ 11 Đảng Cộng sản Nga.
Trên giấy tờ, người ta tin rằng nguyên nhân gây bệnh của Lenin là do làm việc quá sức trong những năm diễn ra cuộc cách mạng và nội chiến. Hai bác sĩ người Đức là Klemperer và Fester, những người điều trị cho Lenin, cũng tin rằng thi thể bị tổn thương nghiêm trọng bởi những viên đạn của Fanny Kaplan (những viên đạn ấy đến tận mùa xuân năm 1922 mới được các bác sĩ lấy ra khỏi người Lenin). Một đòn giáng nữa vào Lenin là cái chết của Inessa Armand vào năm 1920.
Cuối năm 1922, Lenin rút lui khỏi chính trường trong vài tháng. Lần xuất hiện cuối cùng trước công chúng của ông là một bài phát biểu vào ngày 20 tháng 11 năm 1922 tại Hội nghị Toàn thể Xô Viết Mátxcơva. Ngày 18 tháng 12 năm 1922, Hội nghị Ban Chấp hành Trung ương chỉ thị cho Stalin đảm bảo rằng Lenin tuân thủ chế độ chũa bệnh của các bác sĩ. Lenin được cho là chỉ làm việc không quá 5-10 phút một ngày «do tình trạng bất ổn» và ít ảnh hưởng đến đời sống chính trị. Richard Pipes tin rằng dưới chiêu bài giám sát chế độ điều trị cho Lenin, các cộng sự thân cận nhất của Lenin đã thực sự cô lập xung quanh.
Tuy nhiên, Lenin vẫn nhiều lần can thiệp vào các chính sách nhà nước, bày tỏ quan điểm của mình về sự độc quyền ngoại thương, cấu trúc nhà nước Liên Xô, và đặc biệt là tính quan liêu trong bộ máy nhà nước nhà nước ngày càng gia tăng. Dưới áp lực của Lenin, kế hoạch được đề xuất của Stalin về «tự trị hóa» Cộng hòa Xã hội chủ nghĩa Xô viết Liên bang Nga đã bị bác bỏ. Tuy nhiên trong những ngày cuối cùng của cuộc đời, thứ mà Lenin quan tâm nhất vẫn là tính quan liêu trong bộ máy nhà nước.
Vào ngày 10 tháng 3 năm 1923, Lenin bị đột quỵ lần thứ ba và phải giã từ mọi hoạt động chính trị. Theo đánh giá của Richard Pipes, Lenin thực sự đã trở nên mất trí. Câu hỏi về việc ai chính xác sẽ thay thế vị trí của ông ngày càng được đặt ra trong các cuộc thảo luận.
Bản thân Lenin cũng nghi ngờ về triển vọng hồi phục của mình, và nói rằng «một nông dân» nhiều năm trước đã tiên đoán về nguyên nhân cái chết của ông là «do kondrashka (nghĩa là mộng mị, tê liệt) gây ra». Tuy nhiên, ông không bao giờ chọn người kế vị của mình. Trong «Di chúc» của mình, Lenin đặc biệt nhấn mạnh những nhà lãnh đạo Bolshevik sau: Stalin, Trotsky, Zinoviev và Kamenev, Bukharin, Pyatakov. Đồng thời, điều quan trọng là Lenin không chỉ nói về ưu điểm mà còn cả nhược điểm của họ. Stalin là một «nhà lãnh đạo kiệt xuất» nhưng «quá thô lỗ» và không biết cách thỏa hiệp. Trotsky là «người có năng lực nhất trong Ủy ban Trung ương», nhưng lại tự phụ quá mức và có khuynh hướng độc đoán. Zinoviev và Kamenev năm 1917 nói chung không ủng hộ Cách mạng Tháng Mười, nhưng những kẻ «phản Tháng Mười» này thì «chúng ta khó có thể đổ lỗi cho họ», v.v.
Trong mắt nhiều người cùng thời, người thay thế Lenin nhiều khả năng nhất có thể là L.D.Trotsky Trong những năm diễn ra cuộc cách mạng và Nội chiến, ông thực sự trở thành người quan trọng thứ hai trong đảng. Mặc dù Ủy ban Trung ương của Đảng Cộng sản Nga (Bolshevik) đã  tìm cách loại bỏ ông khỏi chức Tổng tư lệnh của Hồng quân Công nông . Bất chấp sự giám sát kỹ càng của Trotsky thì sự chống đối vẫn diễn ra một cách bí mật nhưng bộ máy tuyên truyền mạnh mẽ của Đảng Bolshevik khắc họa ông như là một trong những người sáng lập Đảng và đã tạo dựng hình ảnh Trotsky như là một anh hùng lãng mạn và là một trong những nhà tổ chức chính của Cách mạng Tháng Mười cũng như là người sáng lập Hồng quân. Trotsky cũng được phong «nhà lãnh đạo sắt đá của Đội quân Đỏ bách chiến bách thắng». Tuy nhiên, cùng với những phẩm chất như là có năng lực cách mạng, khả năng tổ chức và tài năng phi thường không thể nghi ngờ, Trotsky cũng có những khuyết điểm lớn: coi người khác chỉ là những con rối của mình, chủ nghĩa tập trung cao độ, phong cách lãnh đạo độc đoán cá nhân, trong khi Đảng chú trọng đến phong cách lãnh đạo tập thể. Những năm đứng đầu quân đội chỉ củng cố uy tín quân sự của Trotsky. Tác phẩm của Trotsky «Nhà khủng bố và nhà cộng sản» (1920), được viết như một cuộc bút chiến với Kautsky, đảng viên Đảng Dân chủ Xã hội Đức, viết những lời ủng hộ kiểu chế độ độc tài và khủng bố nhà nước tàn bạo nhất, mà ông biện minh rằng làm như vậy nhằm chiến thắng cuộc chiến.
Những người Bolshevik đã nghiên cứu kỹ về Cách mạng Pháp và với khi chuyển sang giai đoạn NEP, những ám ảnh «Tháng Nóng» — một cuộc đảo chính phản cách mạng kiểu Napoleon lại tràn về. Kẻ có tham vọng muốn làm «Bonaparte đỏ» không ai khác ngoài Trotsky, với tư cách là một nhà lãnh đạo quân sự nổi tiếng, rõ ràng là ủng hộ độc tài.
Sự ngưỡng mộ lớn lao của Trotsky đối với chủ nghĩa Bolshevik là không thể nghi ngờ. Vào mùa thu năm 1917, chính ông, với tư cách là chủ tịch hợp pháp của Xô viết Petrograd, người đã thành lập Ủy ban quân sự cách mạng Petrograd - cơ quan chính của Cách mạng Tháng Mười đã tham gia tích cực vào việc tổ chức cuộc nổi dậy. Kể từ năm 1918, ông trở thành «nhà lãnh đạo quân sự» của Đảng Bolshevik, và theo Paul Johnson, ông đã góp công lớn trong việc cứu Đảng khỏi sự suy tàn.
Tuy nhiên, ai cũng biết rằng trước cuộc cách mạng, Trotsky không thực sự ủng hộ phe Bolshevik lẫn Menshevik trong Đảng Dân chủ Xã hội và gia nhập Đảng Bolshevik vào tháng 7 năm 1917 (rất trễ). Mối quan hệ giữa Trotsky và Lenin thực sự nồng ấm trong những năm 1917-1920 nhưng lại rất tồi tệ trước cuộc cách mạng. Trong bài báo «Nhiệm vụ chính trị của chúng ta» Trotsky đã trực tiếp tố cáo Lenin là kẻ xuyên tạc chủ nghĩa Mác, mong muốn dựng lên một chế độ chuyên chính cá nhân và gây chia rẽ Đảng Dân chủ Xã hội lúc bấy giờ đang khá đoàn kết. Vào ngày 19 tháng 2 năm 1917, chính Lenin, trong một bức thư gửi Inessa Armand, đã gọi vị Tư lệnh quân sự tương lai của mình là một «tên vô lại», kẻ «gian manh, lừa bịp» và vào tháng 4 năm 1917, trong nhật ký của mình, ông gọi Trotsky là một «tên tư sản nhỏ nhen». Trong lúc mối quan hệ giữa hai người đang nồng ấm thì nhiều người cho rằng Trotsky không hài lòng lắm với sự sùng bái Lenin lẫn việc đào bới những lời lăng mạ lẫn nhau trước cách mạng đã tạo cho các đối thủ chính trị của ông một lý do để nghi ngờ một cách nghiêm túc rằng liệu Trotsky có tiếp tục trung thành với Đảng Bolshevik hay không. Trên thực tế, ông luôn muốn thành lập một học thuyết của riêng mình lẫn một đảng riêng do ông cầm đầu.
Cung cách quản lý khắc nghiệt trong thời chiến của Trotsky đã tạo ra cho ông nhiều kẻ thù man rợ. Nguy hiểm nhất trong số họ là Zinoviev và Stalin. Các nhà nghiên cứu đánh giá khác nhau về sự khởi đầu của cuộc rạn nứt quan hệ cá nhân giữa Trotsky với Zinoviev. Theo nhiều nguồn tin khác nhau, nó xảy ra khi Đảng đàn áp cuộc nổi dậy Kronstadt vào tháng 3 năm 1921 hoặc trong Cuộc chiến bảo vệ Petrograd năm 1919 hay thậm chí vì những bất đồng xung quanh «chính phủ xã hội chủ nghĩa thuần nhất» vào cuối năm 1917. Cuộc cãi vã giữa Trotsky với Stalin và Voroshilov được nghiên cứu kỹ hơn chắc có lẽ bắt đầu từ những cuộc thảo luận về chiến lược bảo vệ Tsaritsyn năm 1918. Trotsky cáo buộc Stalin không tuân lệnh và từ chối ủng hộ quá trình xây dựng quân đội chính quy tập trung được xây dựng trên nguyên tắc được chỉ huy bởi một cá nhân. Đáp lại, Stalin cáo buộc Trotsky phụ thuộc quá nhiều vào các chuyên gia quân sự «phản cách mạng». Trong bức thư gửi Lenin vào ngày 3 tháng 10 năm 1918, Stalin giận dữ tuyên bố rằng «Trotsky, kẻ mới gia nhập đảng ta không lâu, đang cố gắng dạy tôi về kỷ luật đảng, rõ ràng đã quên rằng kỷ luật đảng không phải chỉ là tuân theo các mệnh lệnh chính thức, mà chủ yếu là vì lợi ích của giai cấp vô sản.».
Vào đầu những năm 1920, ảnh hưởng của Zinoviev và Stalin đã tăng lên rất nhiều. Sau khi Lenin nghỉ hưu, họ đã khéo léo sắp đặt nhân sự sao cho đa số thành viên Ủy ban Trung ương toàn là kẻ «chống Trốt-kít». Các nhà lãnh đạo Bolshevik đã tránh đối đầu với Trotsky cứng đầu và bùng nổ. Đồng thời họ cũng lo sợ nguy cơ về một cuộc đảo chính quân sự theo chủ nghĩa «Trốt-kít». Với tư cách là người đứng đầu quân đội, về mặt lý thuyết, Trotsky có thể dễ dàng giải tán Bộ Chính trị chống lại mình bằng lực lượng quân sự.

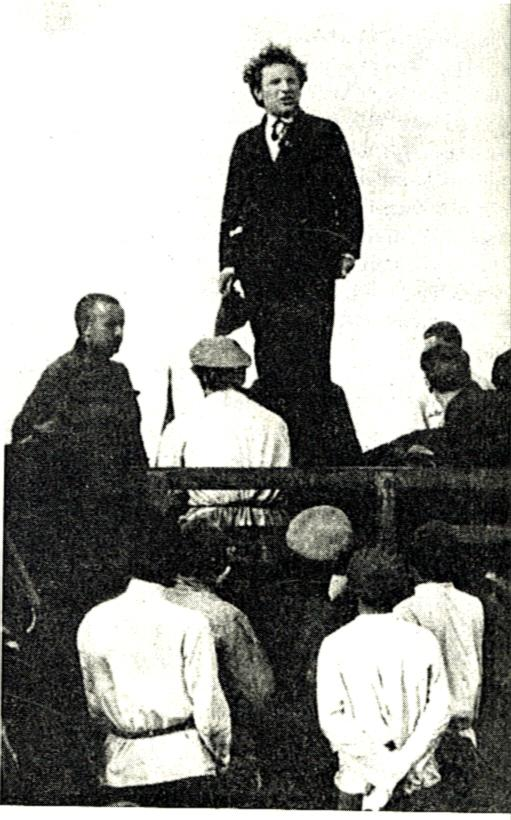
Zinoviev phát biểu trước đông đảo quần chúng

G.E.Zinoviev Có tiếng là «học trò xuất sắc của Lenin», một trong những người thân cận nhất với người sáng lập đảng. Thật vậy, Zinoviev luôn đi cùng với Lenin như hình với bóng kể từ khi ông lưu vong đến Phần Lan để trốn chạy Chính phủ Lâm thời. Lo sợ lặp lại cuộc nổi dậy thất bại tháng Bảy, Zinoviev và Kamenev phản đối Cách mạng Tháng Mười. Tuy nhiên, khi Lenin phẫn nộ yêu cầu họ rời khỏi đảng, Ủy ban Trung ương đã bỏ phiếu bác bỏ đề nghị này. Bất chấp việc Zinoviev bị yêu cầu thoái đảng rõ ràng do thất bại trong các cuộc đàm phán với Vikzhel về dự án một chính phủ xã hội chủ nghĩa thuần nhất, Lenin đã ủy quyền và bổ nhiệm ông làm chủ tịch Xô viết Petrograd vào tháng 12 năm 1917. Kể từ năm 1919, Zinoviev là Người đứng đầu Quốc tế Cộng sản.
Năm 1923-1924 chính Zinoviev trong một thời gian ngắn đã đứng đầu đảng và nhà nước. Tại Đại hội Đảng lần thứ 12 Đảng Cộng sản Nga (tháng 4 năm 1923), lần đầu tiên ông đọc Báo cáo chính trị chính thức của Ban Chấp hành Trung ương mà trước đây theo truyền thống chỉ có Lenin mới được đọc. Một số người cho rằng đây là một ám hiệu rõ ràng của Lenin muốn Zinoviev làm người kế nhiệm ông. Tại Đại hội tiếp theo, Đại hội lần thứ XIII vào tháng 5 năm 1924, Zinoviev cũng đọc Báo cáo chính trị.
Rõ ràng, Zinoviev là một trong những người phát minh ra phương pháp «hai định nghĩa» và sau đó được nhà nghiên cứu M.S. Voslensky cho vào từ điển thuật ngữ chính trị vào tháng 12 năm 1925. Người đương thời mô tả Zinoviev là «một lãnh chúa phong kiến» của Petrograd; kẻ đào tẩu A.D.Naglovskiy mô tả Zinoviev như sau:
| “ | ...đối với quảng đại quần chúng và những người lao động có chí hướng cách mạng, Zinoviev đã có ảnh hưởng to lớn, và tất cả các bài phát biểu của ông luôn được quần chúng ủng hộ. Cách nói chuyện với quần chúng của Zinoviev hoàn toàn không giống với Lenin và Trotsky. Lenin hoàn toàn không có một tài năng hùng biện nào nhưng khổ nỗi lại muốn muốn các khán giả phải hiểu được chủ nghĩa Lenin. Các bài phát biểu của Trotsky thì quá trừu tượng làm cho quần chúng khó hiểu. Còn Zinoviev, trái lại, có cách nói rất bình dân và hợp với đa số người dân quê mùa. Đối với Lenin và Trotsky, Zinoviev là một kẻ phá đám và cạnh tranh ảnh hưởng với họ... Đôi khi, nhìn Zinoviev, tôi lại nghĩ rằng dường như ở người đàn ông thừa cân với khuôn mặt của một kẻ tỉnh lẻ và với mái tóc xoăn dài có bờm, ta lại thấy rõ dáng vẻ của một triết gia yếm thế. Trong những giai đoạn nguy hiểm (Cách mạng Tháng Mười, cuộc nổi dậy Kronstadt, cuộc tấn công của Yudenich), Zinoviev trở thành một kẻ hèn nhát mất phương hướng, hoảng loạn, nhưng khát máu bất thường. Còn vào thời kỳ êm đềm thì Zinoviev lại bị suy nhược thần kinh, bất cẩn và trái ngược với nhiều người lão thành Bolshevik không hề có hứng thú với «lạc thú» xác thịt thì Zinoviev rất say mê mọi thú vui trần thế một cách vô cùng sung sướng. Ông ta muốn một bữa ăn toàn những cao lương mỹ vị, những lời nịnh hót ngọt ngào, hãy đến rạp xem những nữ diễn viên xinh đẹp, đóng vai một nhà quý tộc và một nhà từ thiện - tất cả những điều này Zinoviev đều cực kỳ thích và làm rất thuần thục. | ” |

Khi bắt đầu cuộc tranh giành quyền lực thì «phe Zinoviev» có vẻ khá mạnh và vững chắc. Zinoviev tự mình kiểm soát tổ chức đảng có ảnh hưởng ở Leningrad, người ủng hộ thân cận nhất của ông là Kamenev đứng đầu đảng ủy Matxcơva đồng thời nắm luôn cả một số ủy ban nhân dân chủ chốt là Hội đồng Lao động và Quốc phòng. Tuy nhiên, với khi đấu tranh với Stalin, thì tình hình này trở nên «bế tắc»; còn «đồng đảng» chỉ nắm giữ ưu thế ở Leningrad còn ở chỗ khác thì bị lép vế. Một điều nghịch lý thậm chí còn bất ngờ hơn là vị trí cao cấp của Zinoviev với tư cách là người đứng đầu Quốc tế Cộng sản. Trên lý thuyết, Quốc tế Cộng sản là một tổ chức chỉ huy mọi phong trào cộng sản trên toàn thế giới và mang tính chất siêu quốc gia, còn Đảng Cộng sản Liên Xô (Bolshevik) chỉ là đảng trực thuộc trực thuộc, quốc gia. Do đó, người đứng đầu Quốc tế Cộng sản thậm chí còn có quyền lực lớn hơn bất kỳ lãnh đạo nào của Đảng Cộng sản Liên Xô (Bolshevik). Trên thực tế, ngay từ khi thành lập, Quốc tế Cộng sản phụ thuộc vào Moskva về mọi thứ và thực chất là tổ chức ngoại vi của Đảng Cộng sản Liên Xô (Bolshevik).
Giống như Lenin và Trotsky, Zinoviev đã dành một phần đáng kể của cuộc đời mình để sống lưu vong. Ông luôn nhận thức cuộc cách mạng ở Nga chỉ là một phần của cách mạng thế giới và không thể chấp nhận học thuyết của chủ nghĩa Stalin là «xây dựng chủ nghĩa xã hội trong một quốc gia». Quá trình lãnh đạo lâu dài của Zinoviev tại Quốc tế Cộng sản chỉ củng cố niềm tin đó. Nhiều người cho rằng quan điểm chính trị của Zinoviev là cực tả. Trong những năm 1920, ông chủ yếu gần gũi với những công nhân cấp tiến ở Petrograd, những người không hài lòng với nhiều hậu quả tiêu cực của NEP.
Ngoài khả năng là một nhà hùng biện, Zinoviev còn tự cho mình là một nhà tư tưởng giáo dục và một nhà báo tài ba. Ông đã để lại một di sản văn học đồ sộ, bây giờ hầu như không ai biết đến.

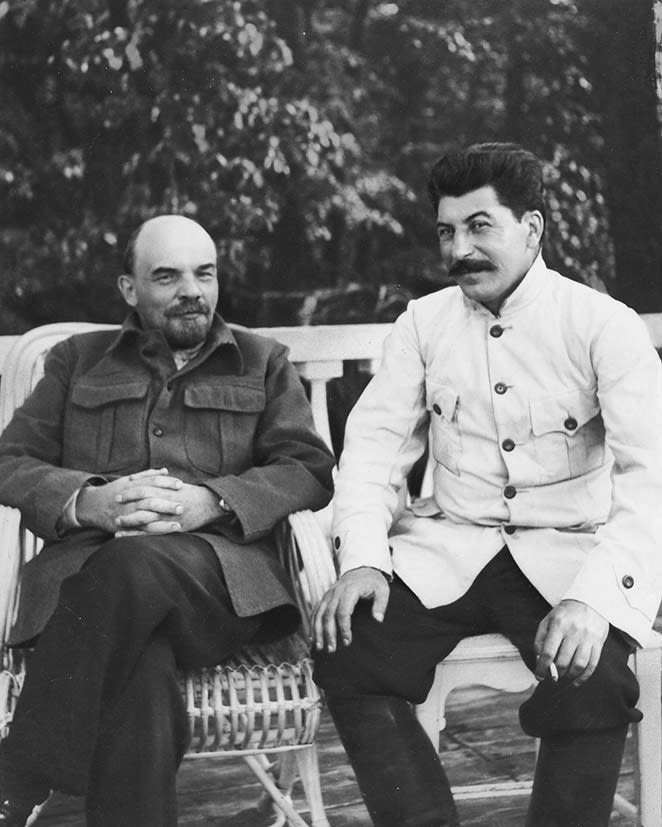
Stalin và Lenin trò chuyện với nhau ở Gorki vào đầu những năm 1920.

Vào đầu những năm 1920, I.V.Stalin vẫn còn tương đối ít được biết đến so với Lenin hay Trotsky. Tuy nhiên, đồng thời, ông tự tin cho rằng mình là thành viên của hàng ngũ lãnh đạo Bolshevik thế hệ thứ hai và cũng là một trong những người Bolshevik lão thành nhất, gia nhập đảng khi đảng mới lập năm 1902, là thành viên Ủy ban Trung ương từ năm 1912 và thành viên Bộ Chính trị từ năm 1919, Stalin cũng là chủ tịch của Hội đồng Quân sự Cách mạng Petrograd, được đề cử vào Hội đồng Dân ủy do Đại hội II Xô viết bầu ra năm 1917.
Trong năm 1917 đầy biến động, Stalin, với giọng Gruzia khó nghe của mình, muốn từ chối tham gia các cuộc họp. Tuy nhiên, sau đó ông đã chứng tỏ được hiệu quả của một «diễn giả kiêm báo chí viên»; và kinh nghiệm nhiều năm đấu tranh chính trị đã phát triển ở Stalin một phương châm chính trị khá đặc biệt của riêng ông gọi là «biết hỏi và biết trả lời». Năm 1917, Stalin đã viết một số bài báo ủng hộ cách mạng, trực tiếp tham gia cuộc nổi dậy 1917 với vai trò lãnh đạo ban biên tập báo "Sự thật" (lúc bấy giờ có tên là «Rabochy Put») «giải phóng» các tòa soạn thoát khỏi sự khống chế của «bọn tư sản», và giúp cho Ủy ban Trung ương có thể liên lạc với Lenin, người đã trốn sang Phần Lan cách đó vài tháng.
Trong nhiều năm, Stalin giữ vai trò giám sát chính sách quốc gia Liên Xô sau khi được bổ nhiệm làm chức Dân ủy Quốc vụ và ông đã đưa ra một số báo cáo chính thức cho Ủy ban Trung ương Quốc vụ tại các đại hội đảng. Kể từ năm 1920 Stalin cũng được bổ nhiệm làm người đứng đầu Viện Kiểm tra Công nông (một cơ quan kiểm soát của nhà nước Liên Xô lúc đó).
Sự thăng tiến mạnh mẽ của Stalin đến đỉnh cao quyền lực bắt đầu khi Nội chiến kết thúc. Sự khởi đầu của thời bình và sự tàn lụi của các cuộc cách mạng ở châu Âu khiến những người Bolshevik tập trung xây dựng một bộ máy nhà nước quan chức trong nước. Trong thời kỳ này, Stalin là thành viên thường trực của Ban Chấp hành Trung ương Đảng Cộng sản Liên Xô và tại Hội nghị Toàn thể Trung ương Đảng Cộng sản Liên Xô ngày 3 tháng 4 năm 1922 được bầu vào Bộ Chính trị và Cục Tổ chức Trung ương Đảng Cộng sản Liên Xô, cũng như nhận chức vụ Tổng Bí thư Đảng Cộng sản Liên Xô. Ban đầu, vị trí này chỉ có nghĩa là lãnh đạo bộ máy nhà nước, trong khi người đứng đầu đảng và chính phủ chính thức là Lenin giữ chức Chủ tịch Hội đồng Nhân dân Nga Xô viết. Như vậy, Stalin đã thực sự đứng đầu bộ máy «quan liêu» của đảng vào thời điểm nó phát triển nhanh chóng, đồng thời đứng đầu 3 cơ quan gồm Ban Tổ chức của Ủy ban Trung ương, Ban Bí thư của Ủy ban Trung ương và Viện Kiểm tra Công nông. Một số người thân Stalin cũng là thành viên Ủy ban Kiểm soát Trung ương (cơ quan kiểm soát của đảng).
Nếu chỗ dựa quyền lực thực sự của Trotsky là Hồng quân thì đối với Stalin, chỗ dựa đó là tổ chức bộ máy nhà nước. Nhà nghiên cứu M.S.Voslensky thậm chí còn gọi ông là sư phụ của những kẻ quan liêu. Theo Richard Pipes, trong số tất cả những thành viên Bolshevik lão thành thời đó, chỉ có một số ít người thích công việc văn thư «nhàm chán» như Stalin. Không ai bất mãn với việc ông được bổ nhiệm làm Tổng bí thư. Trong đảng thì Stalin còn có «đồng chí» tên là Y.M.Sverdlov cũng ủng hộ tư tưởng «nội các - quan liêu». Với tư cách là người đứng đầu Ban Bí thư Trung ương, Stalin đã lãnh đạo toàn bộ bộ máy quan chức của đảng tuy lúc đó vẫn còn sơ khai.
Stalin luôn luôn ít quan tâm đến cuộc xung đột ý thức hệ gay gắt đang bùng phát giữa những kẻ «tân tòng» cánh tả. Ông khinh thường gọi cuộc xung đột này là «cơn bão trong tách trà» và trước cuộc cách mạng ông thích hoạt động bất hợp pháp hơn là hợp pháp. Vào đầu những năm 1920, ông là một trong những người đầu tiên bi quan về tiền đồ của một «cuộc cách mạng thế giới». Sau này, các quan điểm chính trị của Stalin bắt đầu ngày càng bị ảnh hưởng nhiều hơn bởi những tư tưởng truyền thống của Nga, mặc dù ông không có ý định khôi phục lại đế chế cũ một cách máy móc. Quan điểm của ông được thể hiện rõ ràng nhất vào năm 1922, khi Liên Xô mới được thành lập, ông đã đề xuất một kế hoạch khá tham vọng mang tên «tự trị hóa» (các vùng ngoại biên Nga sẽ sáp nhập vào Liên bang Xô viết với tư cách là những khu tự trị được quản lí một phần bởi hính quyền trung ương, chứ không phải là một nước cộng hòa hoàn toàn tự trị; và bản thân Liên bang Xô viết sẽ được gọi chung là «Nga»). Vì bản thân Stalin đồng thời không phải là người Nga, nên các đối thủ chính trị của ông gọi những quan điểm như vậy là «cực quyền».

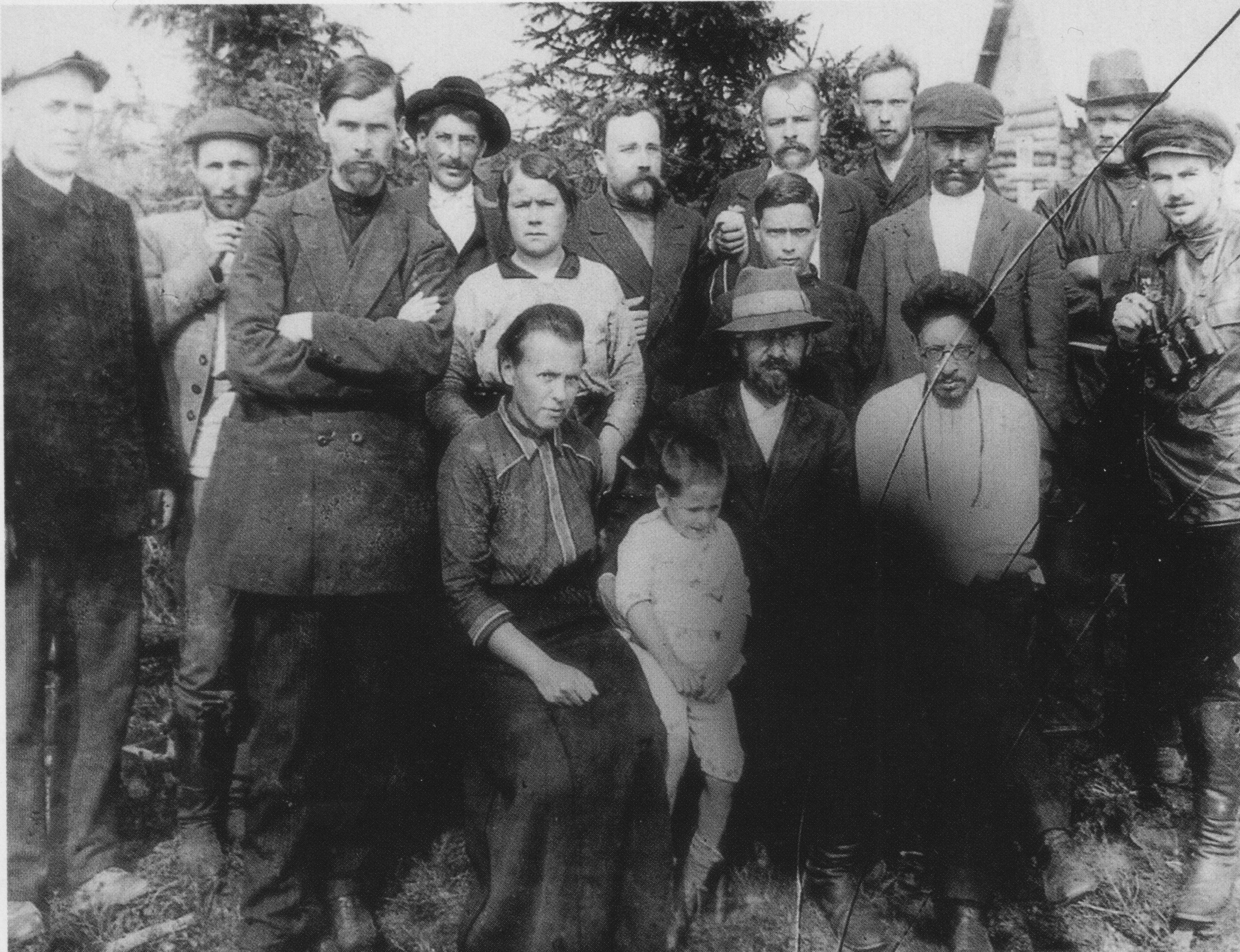
Stalin, Kamenev và Sverdlov cùng với một nhóm những người Bolshevik trong thời gian lưu vong ở vùng Turukhansk vào năm 1915

Trọng tâm quyền lực của «đế chế quan liêu» của Stalin là Ủy ban Nhân sự trực thuộc Ủy ban Trung ương, cơ quan đã thực hiện 10351 lần bổ nhiệm và điều động trong giai đoạn từ tháng 4 năm 1922 - tháng 4 năm 1923. Tuy cũng là một nhà tư tưởng nhưng Stalin thua kém nhiều so với những diễn giả quần chúng tài ba như Trotsky và Zinoviev, và ông cũng không thích thảo luận. Với tư cách là người đứng đầu bộ máy đảng, Stalin bắt đầu bổ nhiệm những người ủng hộ cá nhân của mình vào tất cả các chức vụ chủ chốt trong nước. Ông không bao giờ quên lợi ích của những kẻ ủng hộ mình và cho họ nhiều đặc quyền. Dân chúng thời đó cho rằng tổng bí thư đã trở thành một chức vụ có quyền lực tối cao và có nhiều đặc quyền khác nhau, bao gồm cả đặc quyền khám bẹnh miễn phí. Tầng lớp nomenklatura đang phát triển nhanh chóng cũng bị ấn tượng bởi chủ nghĩa khổ hạnh cá nhân của Stalin.
Trong cuộc đấu tranh nội bộ đảng, Stalin luôn bị coi là kẻ thận trọng cao độ. Khi ông lên nắm quyền, người ta vẫn nghĩ ông là «kẻ ôn hòa». Vào mùa thu năm 1917, Stalin, cùng với đa số Ủy ban Trung ương, đã bỏ phiếu ủng hộ một cuộc nổi dậy vũ trang và cùng với đa số Ủy ban Trung ương bỏ phiếu phản đối việc khai trừ Zinoviev và Kamenev khỏi đảng. Sau đó, Stalin ủng hộ việc cấm Đảng Thiếu sinh quân và giải tán Hội đồng Lập hiến. Vào năm 1918, ông đã bỏ phiếu chấp thuận cho Hòa ước Brest. Năm 1918-1919, Stalin và Voroshilov đều ủng hộ «phái phản đối của quân nhân» nhưng họ chưa bao giờ chính thức gia nhập phái này. Trong cuộc thảo luận sôi nổi về «công đoàn» vào những năm 1920—1921 ông đã chính thức gia nhập vào phái «cương lĩnh tháng 10».
Tuy nhiên, ngay cả Stalin cũng bất đồng với Lenin. Đây là một trong những xung đột gay gắt nhất về vấn đề cấu trúc nhà nước của Liên Xô. Xung đột này thậm chí còn dẫn đến một cuộc cãi vã cá nhân giữa Stalin với N.K.Krupskaya.
N.I.Bukharin trong một thời gian dài là một trong những nhà tư tưởng vĩ đại nhất của đảng. Năm 1918-1929, ông là tổng biên tập của tờ báo «Sự thật». Năm 1919, ông cùng E. A. Preobrazhensky viết cuốn «Từ điễn về Chủ nghĩa Cộng sản» (hay ABC của Chủ nghĩa cộng sản), tác phẩm này được khen ngợi rất nhiều trong đảng. Vào những năm 1920, Bukharin đã rất nổi tiếng. Trong «di chúc» của mình, Lenin cho rằng ông là «người được đảng sủng ái» tuy nhiên những lời cuối cùng của Lenin viết về về Bukharin cũng như viết về tất cả các nhà lãnh đạo Bolshevik khác thì rất mơ hồ:
| “ | Bukharin không chỉ là nhà lý luận xuất sắc và có giá trị nhất của đảng, mà còn là người được đảng sủng ái. Những quan điểm lý luận của anh hoàn toàn trung thành với chủ nghĩa Mác, nhưng vẫn có một chút gì đó quái dị và sai lệch (tôi nghĩ là anh ấy chưa bao giờ học và cũng chưa bao giờ hiểu rõ phép biện chứng). | ” |

Không giống như Trotsky, Zinoviev và Stalin, Bukharin đã là thành viên của Ban Chấp hành Trung ương từ trước 1917. Tuy nhiên vào năm 1924 ông mới được vào Bộ Chính trị. Bất chấp danh tiếng của mình, Bukharin thất thế trong cuộc tranh giành quyền lực. Nếu như Trotsky được ủng hộ bởi quân đội, một bộ phận giới trẻ và thậm chí là một số thành viên của Tổng cục Chính trị Liên bang, còn Zinoviev kiểm soát vững chắc Petrograd, thì Bukharin không có gì ngoài sự ủng hộ của ban biên tập tờ báo «Sự thật» và Viện Giáo sư Đỏ, nơi ông có nhiều «đồng chí». Trong Bộ Chính trị và Ban Chấp hành Trung ương, những người ủng hộ Bukharin yếu đuối một cách thảm hại. Với tất cả sức mạnh của bộ máy quan liêu trong tay, Stalin có thể dễ dàng xóa sổ tở báo «Sự thật» trong vòng một đêm.
Một phần cơ sở quyền lực của Bukharin là những chức vụ cao cấp của những kẻ ủng hộ và thân cận nhất của ông - Rykov và Tomsky. Tomsky chỉ huy các công đoàn lớn - tổ chức chỉ để làm cảnh cho Đảng Cộng sản Liên Xô. Còn Rykov thì sau khi Lenin qua đời đã nhận chức vụ Chủ tịch Hội đồng Dân ủy, chức vụ mà một bộ phận đáng kể quần chúng coi là quan trọng nhất trong nhà nước mới. Trên thực tế, xét về quá trình giao quyết định từ Xô Viết trung ương sang các cơ quan đảng địa phương thì vị trí của Rykov cũng chỉ giống như vị trí Chủ tịch Ban Chấp hành Trung ương Toàn Nga «cao cấp» của Kalinin mà thôi.
Bukharin cũng không có những bất đồng trong quá khứ với Lenin. Năm 1918, ông đứng đầu phe «Cộng sản cánh tả», phái mạnh mẽ phản đối việc ký kết Hiệp ước Hòa bình Brest đáng xấu hổ cho Nga. Tuy nhiên, sau đó Lenin không bao giờ nhắc lại điều này, và quan hệ giữa hai chính trị gia vẫn tốt đẹp.
Tình hình nội bộ đảng trở nên đặc biệt gay gắt sau cuộc khủng hoảng kinh tế mùa hè năm 1923; và các cuộc thảo luận nội bộ đầy sóng gió bắt đầu diễn ra trong nước. Vào tháng 10 năm 1923, một số người bất đồng chính kiến trong đó có những người theo Chủ nghĩa Trotsky đã gửi đến Bộ Chính trị một bức tâm thư gọi là «Tuyên ngôn của 46 nhân sĩ». Tại Đại hội Đại biểu lần thứ XIII Đảng Cộng sản Nga (Bolshevik) (tháng 5 năm 1924), tất cả những người bất đồng chính kiến đều bị lên án và sau đó bị đày ải. Ảnh hưởng của Stalin sau đại hội tăng lên rất nhiều.
Vào thập niên 1920 và trước khi Lenin qua đời, cơ quan có quyền lực cao nhất trong đảng lẫn quốc gia là Bộ Chính trị Ban Chấp hành Trung ương Đảng Cộng sản Liên Xô, ngoài Lenin và Stalin ra  còn có 5 thành viên khác gồm: L.D. Trotsky, G.E. Zinoviev, L.B. Kamenev, A.I. Rykov và M.P. Tomsky.

## Những mâu thuẫn nội bộ cơ bản của Đảng Bolshevik vào đầu những năm 1920
Đến năm 1921, Đảng Bolshevik đã giành được chiến thắng trong một cuộc đấu tranh căng thẳng trong thời kỳ cách mạng và Nội chiến. Một hệ thống đơn đảng đã được thiết lập trong nước, điều mà trước đây thực tế chưa có tiền lệ trong lịch sử thế giới.
Hệ thống này dường như là kết quả của sự ứng biến tuyệt vời. Vào tháng 12 năm 1917, những người Bolshevik không hề có kế hoạch thiết lập chế độ chuyên chính cho đảng của họ. Sau Cách mạng Tháng Mười, một liên minh rộng lớn đã lên cầm quyền gồm các đảng cấp tiến sau: Đảng Bolshevik, Đảng Cách mạng Xã hội Chủ nghĩa Cánh tả và các đảng vô chính phủ (đây là kết quả của sách lược «mặt trận thống nhất» được Trotsky lý luận hóa và phổ biến trong phong trào cộng sản quốc tế vào những năm 30 và được Stalin thực sự sử dụng để đới phó với các đảng phi cộng sản Đông Âu hậu thế chiến II.
Tuy nhiên, các chính sách cực đoan của Đảng Bolshevik và sự sẵn sàng tiêu diệt bằng vũ lực chính quyền đang dân chủ hóa ở Nga đã nhanh chóng dẫn đến phản kháng vũ trang. Những người theo chủ nghĩa Lenin nhanh chóng phải đối mặt với sự tẩy chay của Đảng Xã hội chủ nghĩa-Cách mạng Menshevik trong Đại hội II toàn Nga của các đại biểu công nhân và binh lính Xô viết cũng như phải ngăn chặn âm mưu thực hiện một cuộc đảo chính chính quyền Xô Viết của các đảng vô chính phủ ở Moscow vào tháng 4 năm 1918 kết hợp với sự nổi loạn của Quân đội Nhân dân ủng hộ Đảng Cách mạng Xã hội chủ nghĩa Menshevik dưới sự lãnh đạo của Ủy ban Nghị viên Hội nghị Chế định Hiến pháp thể hiện rõ nhất là cuộc binh biến do Đảng Cách mạng Xã hội Chủ nghĩa Cánh tả tiến hành ở Moscow vào tháng 7 năm 1918. Các hành động ám sát cá nhân cũng được Đảng Cách mạng Xã hội chủ nghĩa chủ trương tiến hành đối với Volodarsky, Uritsky và Lenin. Ngoài ra các đảng thiên tả dân chủ cũng chống lại những người Bolshevik như Đảng Chuyên chính Siberia do những cựu quân nhân Cossack lãnh đạo, và Cộng hòa Viễn Đông, lúc đầu thân Xô viết nhưng sau đó đã bị lật đổ bởi Bạch vệ vào ngày 26 tháng 5 năm 1921.
Sự khốc liệt của Nội chiến khiến cho Đảng phải ra lệnh cấm các tổ chức đối lập có vũ trang để ổn định tình hình. Kể từ năm 1917, nhiều thành viên của các đảng khác bắt đầu hăng hái gia nhập Đảng Bolshevik với hy vọng tạo dựng được sự nghiệp. Một số đảng phái nhỏ, yếu, riêng lẻ cũng như không có tiền đồ chính trị nào thì muốn sáp nhập vào Đảng Cộng sản Nga (Bolshevik). Nhóm đầu tiên có ý muốn như vậy là Đảng Dân chủ Xã hội «Mezhraiontsy » đã gia nhập Đảng Lao động Dân chủ Xã hội Nga (Bolshevik) vào tháng 7 năm 1917.
Tuy nhiên, sự phát triển mạnh mẽ của Đảng Bolshevik đã dẫn đến một loạt mâu thuẫn sâu sắc.
Thứ nhất, học thuyết của chủ nghĩa Mác đã chỉ dẫn những người Bolshevik phải tiến hành cái gọi là «một loạt các cuộc cách mạng xã hội chủ nghĩa» trước hết là ở các nước công nghiệp phát triển về kinh tế ở Tây Âu như Anh, Pháp, Đức,... Ở tất cả các quốc gia này, có một tầng lớp lớn «cán bộ tiềm năng» (tức là thế hệ nông dân đầu tiên chuyển đến các thành phố) công nhân nhà máy. Theo quan điểm của những người theo chủ nghĩa Mác, mức độ đoàn kết cao của họ phải được đảm bảo bằng mức độ tập trung cao của sản xuất công nghiệp ở châu Âu.
Trên thực tế, theo tiêu chuẩn phương Tây  Nga là một quốc gia nông nghiệp lạc hậu với đa số là nông dân. Bất chấp sự tăng trưởng khá nhanh về số lượng, công nhân vẫn chỉ chiếm vài phần trăm dân số và phần lớn là những người nhập cư từ nông thôn, những người chưa hoàn toàn cắt đứt quan hệ với nó và sẵn sàng trở lại đó bất cứ lúc nào.
Vấn đề này là đề tài bất tận của những cuộc tranh cãi gay gắt trong phe Menshevik vốn tin rằng «nước Nga vẫn chưa đủ bột để có thể nướng bánh mì của chủ nghĩa xã hội». Sau khi tiêu diệt được phe Menshevik, những người cộng sản Bolshevik phải đối mặt với các cuộc nổi dậy của nông dân «phe xanh» vào những năm 1920-21 làm rối loạn nước Nga và làm chia rẽ quân đội (đa số binh lính xuất thân từ tầng lớp nông dân).
Số lượng công nhân vào cuối Nội chiến giảm đáng kể, do hậu quả của việc di cư ồ ạt của quần chúng thoát khỏi các thành phố chết đói, dẫn đến tình trạng phi đô thị hóa và phi công nghiệp hóa quy mô lớn. Theo Richard Pipes, sau khi chế độ Bolshevik thành hình thì tính cách «tư sản nhỏ nhen» của người Nga lại xuất hiện tràn lan một cách nghịch lý. Vào những năm 1920, công nghiệp bắt đầu phục hồi trở lại, nhưng phần lớn những công nhân ở nước Nga lúc bấy giờ trong quá khứ đều làm nghề nông.
Sự nghịch lý này vào năm 1925 đã trở thành đề tài cho các cuộc thảo luận gay gắt nhất trong Đảng Cộng sản Liên Xô (Bolshevik). Nước Nga sau một thời kỳ tăng trưởng kinh tế khá nhanh trong giai đoạn NEP vào cuối những năm 1920 đã bắt đầu phát triển chậm lại. Vào những năm 1920, nước Nga lại phải đối mặt với tình trạng số lượng nông dân quá tải như dưới thời Nikolai II. Cũng giống như trước cuộc cách mạng, tình trạng dư thừa công nhân đã bắt đầu xuất hiện ở trong trong nước, nhưng lại thất nghiệp vì ngành công nghiệp đang phát triển chậm và ít có nhu cầu tuyển thêm công nhân. Số công nhân này chủ yếu là di cư từ vùng Viễn Đông hoặc tái định cư từ miền Trung nước Nga.
Thứ hai, lý thuyết các cuộc cách mạng nên diễn ra đồng loạt trên toàn thế giới, tức là nó phải diễn ra vào cùng một thời điểm ở mọi nơi. Lúc đầu, một số cuộc nổi dậy đã diễn ra ở châu Âu dẫn đến việc thành lập nhiều nước cộng hòa Xô viết tồn tại được vài tháng, đặc biệt là Cộng hòa Xô viết Bavaria và Xô viết Hungary. Các nhà lãnh đạo Bolshevik bấy giờ đã nghiêm túc tính đến việc Xô Viết hóa toàn bộ châu Âu, dựa trên sự hỗ trợ rộng rãi nhất của nước Đức Cộng.
Tuy nhiên, đến những năm 1920, làn sóng cách mạng ở châu Âu cuối cùng đã thoái trào. Những người Bolshevik đã phải bắt đầu xây dựng một nền hành chính nhà nước ở Ngɑ đồng thời bằng mọi cách phải xây dựng mối quan hệ tốt đẹp với các chính phủ «tư sản» phương Tây vốn rất khó sụp đổ. Việc tiếp tục chính sách kích động các cuộc nổi dậy ở châu Âu (hay «xuất khẩu cách mạng») trên thực tế chỉ dẫn đến những xung đột về ngoại giao và tê liệt về ngoại thương.
Vào mùa thu năm 1923, Đảng lại muốn nỗ lực tổ chức một cuộc cách mạng ở Đức nhưng đã thất bại thảm hại (xem Cuộc nổi dậy Spartacus (1919), Bạo lực chính trị vào tháng 3 ở Trung Bộ nước Đức, Khởi nghĩa Hamburg (1923)) và cả ở Bulgaria (xem Khởi nghĩa tháng 9), và Cuộc nổi dậy năm 1924 ở Tallinn diễn ra vào ngày 1 tháng 12 cũng thất bại. Ngày 25 tháng 2 năm 1925, Bộ Chính trị Ban Chấp hành Trung ương quyết định hạn chế kích động nổi dậy ở nước ngoài và giảm tiền hỗ trợ các tổ chức thân Liên Xô trên toàn thế giới.
Một trong những vụ bê bối lớn nhất thời đó là «Bức điện Zinoviev» giả kích động Đảng Cộng sản Anh tiến hành nội chiến do kẻ chống cộng Druzhilovsky. Tuy nhiên từ năm 1921 trở đi một chế độ cánh tả thân thiện với nước Nga Xô Viết đã được thành lập ở Mông Cổ (đất nước này trước đây trở thành một nước được Nga bảo hộ trong thời kỳ Nikolai II).
Stalin là một trong những người đầu tiên thấy rằng một «cuộc cách mạng thế giới» là không thể xảy ra và ông không ủng hộ sự tồn tại của Quốc tế Cộng sản. Thái độ hoài nghi này được thể hiện rõ trong học thuyết «xây dựng chủ nghĩa xã hội ở một xứ» hoàn toàn mâu thuẫn với học thuyết Mác, nhưng ở mức độ ít nhiều đã phản ánh đúng tình hình trong nước Nga và thế giới.
Thứ ba, cấu trúc lãnh thổ của Liên bang Xô Viết lúc đó cũng chỉ mang tính chất tạm thời. Trong Nội chiến, những người Bolshevik đã thành lập tới vài chục nước cộng hòa Liên Xô khác nhau và các ủy ban cách mạng, những ủy ban này lúc thì bị loại bỏ lúc thì tái lập. Trong quá trình đấu tranh, họ đã liên minh với nhiều đảng phái cánh tả bị lôi cuốn bởi khẩu hiệu «dân tộc tự quyết, có thể ly khai».
Trong nhà nước độc đảng mang tên Liên Xô thì thực quyền chủ yếu nằm ở trung ương đảng ở Mátxcơva, bộ tư lệnh Hồng quân và các chính ủy nhân dân. Tuy nhiên, một số vùng ngoại biên của Đế chế Nga trước đây được chính thức coi là «các quốc gia riêng biệt» và sự phân chia lãnh thổ của các vùng này thường mang tính qua loa cho có để hài lòng các dân tộc thiểu số. Lúc bấy giờ, Trung Á và Kazakhstan được coi là một tỉnh của Cộng hòa Xã hội chủ nghĩa Xô viết Liên bang Nga, còn Transcaucasia là một nước cộng hòa riêng nhưng không tồn tại Cộng hòa Xã hội chủ nghĩa Xô viết Liên bang Ngoại Kavkaz. Tiền thân của Transcaucasia là Cộng hòa Liên bang Dân chủ Ngoại Kavkaz thành lập vào năm 1918 nhưng nhanh chóng sụp đổ do mâu thuẫn gay gắt giữa các dân tộc Armenia, Azerbaijan và Gruzia.
Thứ tư, mặc dù những người Bolshevik gọi nền tảng quyền lực của họ là «các Xô Viết» nhưng trên thực tế không phải như vậy. Các Xô viết lúc đầu là cơ quan có sự tham gia của nhiều đảng do dân bầu cử được thành lập một cách tự phát bởi người dân sau Cách mạng Tháng Hai nhưng vào năm 1918 chúng mất toàn bộ quyền lực. Sau cách mạng các Xô viết chỉ là bình phong quyền lực của Đảng Cộng sản.
Thứ năm, mặc dù đảng theo truyền thống vẫn tự gọi mình là «đảng của công nhân» và chế độ chính trị của nó gọi là «chế độ chuyên chính vô sản» nhưng trong một thời gian dài những lời đảng nói cũng không phù hợp với thực tế. Hầu hết các ủy viên của Ủy ban Trung ương trong các năm 1917-18 là trí thức. Trong số thành viên đầu tiên của Hội đồng Dân ủy chỉ có hai người là công nhân (Shlyapnikov và Nogin) và ba người còn lại (Lenin, Lunacharsky và Lomov (Oppokov)) đều là quý tộc. Năm 1921, chỉ có 37,2% đại biểu chính thức của Đại hội 10 là công nhân, chứng tỏ rằng đảng không phải do giai cấp công nhân nắm quyền chủ đạo mà là trí thức (những người tự cho mình là «nhà văn», «thư ký văn phòng», v.v.)
Thứ sáu, cũng có những cuộc tranh luận nảy lửa về chế độ kinh tế NEP. Nghị quyết của Đại hội 10 «Về thuế hiện vật» hoàn toàn không chấp nhận việc khôi phục quyền tự do thành lập doanh nghiệp tư nhân và khôi phục thực tế chủ nghĩa tư bản trong nước trái ngược với nguyện vọng của nhân dân. Tuy nhiên, với quá trình tự do hóa kinh tế rộng rãi nhất vào những năm 1920, đã có sự «siết chặt các đinh vít» dữ dội nhất trong đời sống chính trị, thậm chí Richard Pipes còn gọi NEP là «động tác giả của chính quyền». Dần dần hệ thống độc đảng đã thành hình (vào năm 1922-24, những người Menshevik đã không còn bất cứ ảnh hưởng gì với người dân Liên Xô, vào năm 1922, một phiên tòa trình diễn được tổ chức tại Moskva để xét xử những người thuộc Đảng Cách mạng-Xã hội chủ nghĩa, không lâu sau đó Đảng này chính thức tan rã vào năm 1923) cũng như tiến hành rầm rộ chiến dịch chống tôn giáo và đập phá nhà thờ. Từ năm 1922, chính quyền bắt đầu tiến hành chiến dịch cách tân.
Thập niên 1920 là thời kỳ hòa bình dân sự và tương đối thịnh vượng về kinh tế đối với người dân Liên Xô nhưng một cuộc đấu tranh phe phái khốc liệt đã diễn ra trong đảng và việc đàn áp những người bất đồng chính kiến ngày càng diễn ra quyết liệt và tàn nhẫn hơn.

## Thảo luận về cấu trúc hành chính của Liên Xô. 1922—1923
Trong Nội chiến, Đảng Bolshevik đã thành lập tới vài chục nước cộng hòa thuộc Liên Xô và các ủy ban cách mạng trên lãnh thổ của Đế quốc Nga cũ, những ủy ban này lúc thì bị loại bỏ lúc thì tái lập. Đến năm 1922, Đảng muốn giải quyết dứt điểm các vấn đề về lãnh thổ và sắc tộc. Trên thực tế, các nước cộng hòa thuộc Liên Xô lúc bấy giờ chính thức được coi là các quốc gia «độc lập», nhưng trong hệ thống độc đảng thì các đảng cộng sản thuộc các nước cộng hòa gia nhập vào Đảng Cộng sản Nga (Bolshevik) với tư cách là các tổ chức địa phương trực thuộc trung ương và Đảng cũng nắm quyền chỉ huy Hồng quân và một số ủy ban nhân dân.
Trong cuộc đấu tranh chống lại các đối thủ chính trị của mình ở vùng ngoại biên, những người Bolshevik thích dựa vào một số phong trào độc lập dân tộc ủng hộ xã hội chủ nghĩa và bị lôi cuốn bởi khẩu hiệu "từ phát triển văn hóa dân tộc đến dân tộc tự quyết rồi sau đó ly khai hoàn toàn". Do đó, vấn đề về sự phân bổ quyền lực giữa chính quyền trung ương ở Mosva với vùng ngoại biên khá là nan giải.
Một trong những «kẻ lệch lạc ly khai» đầu tiên là nhà cộng sản người Tatar M. H. Sultan-Galiev do ông có nhiều chủ trương chống lại đường lối của Đảng Bolshevik. Trên thực tế, những chủ trương của ông đã trở thành nguồn cảm hứng cho cái gọi là «chủ nghĩa xã hội Hồi giáo». Trở lại năm 1923 thì Sultan-Galiev buộc phải tự thoái đảng.
Vào tháng 9 năm 1922, Ủy ban Trung ương chỉ thị cho Stalin, với tư cách là Ủy viên nhân dân phụ trách các vấn đề dân tộc, chuẩn bị các đề xuất của mình về cấu trúc tương lai của Liên bang Xô viết. Vào ngày 15 tháng 9, Stalin gửi một bức thư cho Lenin, trong đó ông ủng hộ việc tái cấu trúc nhà nước mang tính tập quyền và nói rằng cấu truc nhà nước theo kiểu liên bang sẽ khiến sẽ cho Liên Xô trở thành một nơi vô tổ chức và bị chia rẽ kinh tế. Nhưng nghịch lý ở chỗ vào ngày 25 tháng 9, Ủy ban Trung ương do Molotov làm chủ tịch đã thông qua kế hoạch «tự trị hóa» của Stalin: gồm việc tất cả các nước cộng hòa tự trị thuộc Liên Xô tồn tại vào thời điểm đó (Ukraine, Belarus và Cộng hòa Xã hội chủ nghĩa Xô viết Liên bang Ngoại Kavkaz) sẽ sáp nhập vào Cộng hòa Xã hội chủ nghĩa Xô viết Liên bang Nga với tư cách là các tỉnh tự trị (Trung Á vào thời điểm đó cũng được coi là  một vùng của Cộng hòa Xã hội chủ nghĩa Xô viết Liên bang Nga được hưởng quyền tự trị).
Kế hoạch này tiến hành một cách dễ dàng ở Belarus nhưng gặp nhiều khó khăn ở Ukraina. Còn ở quê hương của Stalin là Gruzia, nơi mà Đảng Menshevik nhận được nhiều sự ủng hộ, thì tình hình lại đặc biệt tế nhị.
Ngày 26 tháng 9, Lenin đích thân lên tiếng phản đối kế hoạch «tự trị hóa» cho rằng rằng Stalin «vội vàng». Vào ngày 27 tháng 9, Kamenev ban hành một điều luật về quyền đơn phương rút khỏi liên bang của các nước cộng hòa tuy nhiên trong hệ thống độc đảng thì điều luật này chả khác nào một đồ trang trí thuần túy không có giá trị gì.
Vào ngày 6 tháng 10 năm 1922, Hội nghị toàn thể của Ban Chấp hành Trung ương Đảng Bolshevik tuyên bố hợp nhất Cộng hòa Xã hội chủ nghĩa Xô viết Liên bang Nga, Cộng hòa Xã hội chủ nghĩa Xô viết Byelorussia, Cộng hòa Xã hội chủ nghĩa Xô viết Ukraina và Cộng hòa Xã hội chủ nghĩa Xô viết Liên bang Ngoại Kavkaz thành một quốc gia liên hiệp duy nhất, được gọi là «Liên bang Cộng hòa Xã hội chủ nghĩa Xô viết» (không có từ «Nga» và tên nơi chốn) nhưng vẫn giữ nguyên quyền đơn phương rút khỏi liên bang của các nước cộng hòa liên hiệp.
Quyết định này đã gây ra sự phản đối gay gắt từ đa số thành viên của Ủy ban Trung ương Đảng Cộng sản Gruzia, những người mong muốn biến Gruzia thành một nước cộng hòa tự trị của Liên Xô chứ không phải là một vùng của Cộng hòa Xã hội chủ nghĩa Xô viết Liên bang Ngoại Kavkaz. Vào cuối tháng 11 năm 1922, Ủy ban Trung ương Gruzia đã diễn ra cuộc cãi vã gay gắt với Ủy ban Khu vực Ngoại Kavkaz thuộc Đảng Cộng sản Nga (Bolshevik). Bí thư thứ nhất của Ủy ban Khu vực Ngoại Kavkaz là một trong những cộng sự thân cận nhất của Stalin tên là G.K. Ordzhonikidze. Để đáp trả yêu cầu của nhân dân Gruzia muốn trở thành một nước cộng hòa tự trị của Liên Xô chứ không phải là một phần của Cộng hòa Xã hội chủ nghĩa Xô viết Liên bang Ngoại Kavkaz, Ordzhonikidze đã cáo buộc một số nhà cộng sản Gruzia đã vi phạm kỷ luật đảng. Trong tuyên bố của mình, ông gọi người đứng đầu Ủy ban Trung ương Gruzia là «kẻ hủ bại ủng hộ chủ nghĩa sô vanh», sau đó 4 người đã bị buộc phải rời khỏi Ủy ban Trung ương Georgia. Vào ngày 19 tháng 10, Zakraikom cách chức M.Okudzhava khỏi chức vụ Bí thư Ủy ban Trung ương của KKE khiến cho toàn bộ thành phần của Ủy ban Trung ương KKE tuyên bố tự giải tn1 cơ quan này, cáo buộc Ordzhonikidze là thành viên của «tập đoàn Derzhimordov».
Xung đột sau đó đã dẫn đến xô xát. Khi nhà cộng sản người Gruzia là Kabakhidze gọi Ordzhonikidze là "chó săn của Stalin" khiến cho Ordzhonikidze tức giận đến độ tát vào mặt của Kabakhidze ngay lập tức (Vấn đề Gruzia).
Theo yêu cầu của cá nhân Lenin, một Hội đồng trực thuộc Ủy ban Trung ương do Dzerzhinsky đứng đầu đã được thành lập để hòa giải cuộc xung đột. Ủy ban đã chấp nhận đề nghị của Ordzhonikidze và trục xuất một số đối thủ của ông ta khỏi Gruzia.
Vào ngày 23 tháng 12 năm 1922, N.K.Krupskaya viết một lá thư cho Kamenev phàn nàn rằng Stalin đã thô lỗ với bà trong cuộc điện đàm tối hôm trước. Sau đó, xung đột giữa Stalin và Lenin chuyển sang một giai đoạn mới. Lenin đã viết một bài báo «Về vấn đề dân tộc và „tự trị hóa"». Trong bài báo ông ủng hộ những người cộng sản «bị xúc phạm» ở Gruzia, và tố cáo một cách trực diện Stalin là «một kẻ ngụy Nga ngoại lai hống hách» và «một tên đại ác quỷ ngụy Nga».
Một «quả bom tấn chính trị» khác là sự xuất hiện của «Thư gửi Đại hội» của Lenin (hay được biết đến với tên «Di chúc của Lenin»), đề nghị loại bỏ Stalin khỏi chức vụ tổng bí thư. Người ta cũng biết rằng vào ngày 5 tháng 3 năm 1923, Lenin đã gửi một bức thư cho Trotsky yêu cầu ông lên tiếng bệnh vực những người cộng sản Gruzia (điều mà Trotsky chưa bao giờ làm). Cùng ngày, Lenin yêu cầu Stalin xin lỗi Krupskaya về cuộc cãi vã ngày 22 tháng 12; Vào ngày 7 tháng 3, Stalin đã đưa ra «lời tạ lỗi» của mình:
| “ | Тừ Stalin Gửi đồng chí Lênin Lênin thân mến Khoảng năm tuần trước, tôi đã nói chuyện với đồng chí N. Konstantinovna, người mà tôi không chỉ coi là vợ của đồng chí mà còn là đồng chí thân thiết trong đảng và tôi đã nói với bà ấy (qua điện thoại) một điều như thế này: «Các bác sĩ cấm cung cấp thông tin chính trị cho Ilyich để có thể chữa bệnh dễ dàng nhất cho Ngài nhưng bà Nadezhda Konstantinovna đây hóa ra lại vi phạm lệnh cấm này, tôi nghĩ bà không nên can thiệp quá nhiều vào cuộc sống của Ilyich» và những lời khác nữa. Tôi không nghĩ rằng những lời này không có gì thô lỗ hay xúc phạm ai đến nỗi khiến đồng chí nghĩ tôi muốn «phản lại» đồng chí bởi vì tôi không và sẽ không theo đuổi bất kỳ mục tiêu phản nghịch nào, tôi chỉ muốn đồng chí khỏi bệnh trong thời gian sớm nhất để có thể phục vụ quốc gia. Hơn nữa, tôi coi nhiệm vụ của mình là tuân thủ nghiêm ngặt những chỉ dẫn của bác sĩ. Những lời thị phi về mối quan hệ xích mích của tôi với N. Konstantinovna chỉ là những hiểu lầm rỗng tuếch và ngu xuẩn. Tuy nhiên, nếu đồng chí muốn tôi phải «làm hòa» bằng cách «rút lại» những lời tôi đã nói với Nadezhda Konstantinovna thì được thôi, nhưng đồng chí phải chỉ rõ vấn đề của tôi là gì, «lỗi» của tôi từ đâu và căn nguyên của nó từ đâu hay chỉ là những lời sàm của những kẻ thị phi nhằm chia rẽ hai chúng ta. I. Stalin | ” |

Tuy nhiên, cuộc xung đột không dẫn đến bất kỳ quyết định thay đổi nhân sự nào. May mắn thay cho Stalin là lúc đó Lenin đang hấp hối và không còn sống được bao lâu nữa. Kể từ cuối năm 1922, các cộng sự thân cận nhất của ông dưới chiêu bài chăm sóc sức khỏe đã cách ly ông khỏi cuộc sống chính trị. Vào ngày 9 tháng 3, Lenin bị đột quỵ lần thứ ba và sau này ông không hoạt động chính trị nữa và thực tế là đã trở nên mất trí.
Tại Đại hội 12 năm 1923, Stalin đã phải đấu tranh gian khổ chống lại «kẻ hủ bại ủng hộ chủ nghĩa sô vanh» người Gruzia nhưng những ghi chép ủng hộ những người cộng sản Gruzia của Lenin sẽ không bao giờ được xuất bản.

## «Bộ ba» Zinoviev-Kamenev-Stalin liên minh chống lại Trotsky vào năm 1923
Lúc đó Ban Chấp hành Trung ương và Bộ Chính trị không có chức danh Chủ tịch hoặc người đứng đầu và mọi vấn đề đều được quyết định bằng cách bỏ phiếu. Từ năm 1922 vì sức khỏe ngày càng suy giảm, Lenin dường như không còn ảnh hưởng chính trị gì nữa. Bên trong Bộ Chính trị, Stalin, Zinoviev và Kamenev đã thành lập liên minh mang tên «Bộ ba» (Troika) để kiềm chế Trotsky. Cả ba nhà lãnh đạo đảng lúc bấy giờ đều giữ một số chức vụ chủ chốt. Zinoviev đứng đầu tổ chức Đảng ủy Leningrad có nhiều ảnh hưởng, đồng thời là chủ tịch Ủy ban điều hành của Quốc tế Cộng sản. Quốc tế Cộng sản là một đảng cộng sản «siêu quốc gia» bao gồm Đảng Cộng sản Liên Xô (Bolshevik) có nhiệm vụ truyền bá chủ nghĩa cộng sản ở Liên Xô. Vì vậy chủ tịch của Quốc tế Cộng sản thậm chí còn có quyền lực cao hơn tất cả các lãnh đạo của Đảng Cộng sản Liên Xô (Bolshevik) mặc dù trên thực tế điều này không có thật. Kamenev đứng đầu tổ chức đảng ủy ở Matxcova, đồng thời đứng đầu Hội đồng Lao động và Quốc phòng, và một vài tổ chức chính ủy nhân dân. Với việc Lenin dường như không còn ảnh hưởng chính trị gì, Kamenev bắt đầu là người thường xuyên chủ trì các cuộc họp của Hội đồng Dân ủy thay cho Lenin.
Bằng cách củng cố một số chức vụ chủ chốt , «Bộ ba» không chính thức Zinoviev-Kamenev-Stalin chiếm ảnh hưởng áp đảo trong Ủy ban Trung ương và Bộ Chính trị. Trái ngược với «Bộ ba», nhà lãnh đạo Hồng quân Trotsky đã nắm các vị trí chủ chốt của Ban Quân sự Nhân dân và Hội đồng Quân nhân Tiền Cách mạng. Nhưng «Bộ ba» đã khiến Trotsky dần yếu thế trong Ban Chấp hành Trung ương và Bộ Chính trị.
Trong thời kỳ lãnh đạo các tổ chức công đoàn, Tomsky đã có thái độ chống đối Trotsky kể từ khi xảy ra «các cuộc thảo luận về công đoàn» còn những người ủng hộ Trotsky chỉ có lèo tèo vài người (tiêu biểu là Rykov). Trong thời kỳ này này, Stalin đã xây dựng thành công quyền lực cá nhân của mình và trong tương lai sẽ biến thành quyền lực này sớm trở thành quyền lực nhà nước. Với vai trò người đứng đầu bộ máy «kỹ thuật» của đảng, Stalin đã có thể bổ nhiệm một cách có phương pháp những người ủng hộ cá nhân của mình vào tất cả các chức vụ chủ chốt của nhà nước. Tuy nhiên trong những năm 1923-1924, Stalin vẫn thích đứng ngoài lề chính trị và sau đó để mất quyền lãnh đạo «bộ ba» vào tay Zinoviev. Vào thời điểm đó, Trotsky vẫn còn có ảnh hưởng to lớn, vì vậy mà ông ta không tiến hành hạ bệ Stalin trước mà muốn đánh đổ Zinoviev.
Trong thời kỳ nắm quân quyền L. D. Trotsky thể hiện mình là người ủng hộ phương pháp chỉ huy cứng rắn kiểu quân sự và phong cách quản lý độc đoán. Năm 1920, Trotsky đưa ra một sáng kiến «làm chấn động các tổ chức công đoàn» là tiến hành phi tập trung hóa công đoàn và quân sự hóa công nghiệp nói chung dựa trên mô hình đường sắt đã được quân sự hóa. Tại Đại hội X của Đảng Cộng sản Nga (Bolshevik) (1921) thì Trotsky, khi thảo luận với «phái phản đối của người lao động» đã cáo buộc phái này quá tôn sùng «dân chủ» và khẳng định rõ ràng của mình là: đảng, thay mặt cho giai cấp công nhân, bằng mọi giá phải bảo vệ chế độ chuyên chính vô sản «ngay cả khi chế độ chuyên chính này phải đối mặt với sự phản đối nhất thời của giai cấp công nhân».
Tuy nhiên sau hai năm thì mọi thứ đã thay đổi. Cùng với sự sự suy yếu ảnh hưởng của Lenin, Trotsky bị lâm vào thế yếu trong Ủy ban Trung ương và Bộ Chính trị vốn do «những kẻ chống Trốt-kít» lãnh đạo tiêu biểu là Zinoviev và Stalin cũng như những người có xích mích với Trotsky trong cuộc Nội chiến.
Sau khi Nội chiến kết thúc, ảnh hưởng của Trotsky bắt đầu giảm dần ngay cả khi đồng chí thân thiết của ông là Lenin còn khỏe mạnh. Theo kết quả của Đại hội X (1921), «nhà Trốt-kít» N.N.Krestinsky mất chức Bí thư Ban Chấp hành Trung ương vào tay Molotov rồi sau đó Stalin nắm giữ chức vụ này (theo kết quả Đại hội XI năm 1922, ông được bầu làm Tổng Bí thư Ban Chấp hành Trung ương).
Vào đầu năm 1923, Lenin đã đưa ra một dự án cải cách hành chính không tưởng: mở rộng đáng kể Ủy ban Trung ương và Ủy ban Kiểm soát Trung ương (các cơ quan kiểm soát của đảng) và bổ nhiệm nhiều hơn các công nhân «vào bộ máy». Đại hội XII của Đảng Cộng sản Liên Xô (Bolshevik) (1923) bỏ phiếu chấp nhận mở rộng số lượng thành viên của Ủy ban Trung ương và Ủy ban Kiểm soát Trung ương  nhưng số lượng những người thuộc tầng lớp công nhân có mặt trong các ủy ban này là không đáng kể. Hầu hết tất cả các thành viên mới của Ủy ban Trung ương và Ủy ban Kiểm soát Trung ương đều là những người thuộc các phe nhóm không chính thức như «phe Zinoviev» và «phe Stalin». Trong số 40 thành viên của Ủy ban Trung ương do Đại hội XII bầu, chỉ có ba người thuộc phe Trotsky: Pyatakov, Rakovsky và Radek. Bản thân Trotsky cũng được vào Ủy ban Trung ương nhưng chỉ đứng vị trí thứ 35 trong bảng xếp hạng bỏ phiếu, một kết quả không tương xứng đối với một chính trị gia lão luyện.
Trotsky hoàn toàn hiểu rõ việc mở rộng Ủy ban Trung ương nhằm mục đích gì và tại hội nghị toàn thể tháng 2 năm 1923 của Ủy ban Trung ương, ông đã cố gắng phản đối kế hoạch này nhưng không thành công. Ông đề xuất giữ nguyên số lượng thành viên của Ủy ban Trung ương hoặc thậm chí giảm bớt lại và thành lập một «Hội đồng Đảng» để kiểm soát quyền lực của ủy ban Trung ương. Kế hoạch này được Rykov ủng hộ nhưng những người còn lại không quan tâm nhiều đến kế hoạch đó.
Vào thời điểm triệu tập Đại hội XII (1923), Lenin bị đột quỵ và cuối cùng dừng hoạt động chính trị. Việc triệu tập đại hội đi kèm với những trò chơi hậu trường: câu hỏi đặt ra là ai sẽ đọc Báo cáo chính trị của Ban Chấp hành Trung ương khi mà trước đây chỉ có Lenin mới được đọc. Trotsky từ chối vinh dự vậy và chấp nhận bản báo cáo «Tổng kết về tình hình nước ta». Báo cáo chính trị chính thức đã được Zinoviev đọc được nhiều người cho rằng đây là một dấu hiệu ngầm của Lenin về người kế tục của mình.
Vào tháng 7 năm 1923, người ủng hộ Trotsky là Preobrazhensky bị cách chức biên tập viên của Pravda và Rakovsky, Chủ tịch Hội đồng Nhân dân Ukraine, được chuyển sang làm công tác ngoại giao.
Tuy nhiên «Bộ ba» không chính thức Zinoviev-Kamenev-Stalin chưa dừng lại ở việc kiềm soát Ủy ban Trung ương. "Liên minh ma quỷ" này đã lên kế hoạch «mở rộng» Hội đồng Quân nhân Cách mạng. Như thế, Trotsky sẽ lâm vào thế yếu trong chính địa bàn của mình. Ngày 2 tháng 6 năm 1923, Hội nghị toàn thể Ban Kiểm tra Trung ương quyết định mở một đợt thanh tra quân đội và thành lập một ủy ban để thi hành công việc này do S.I.Gusev (Drabkin) đứng đầu, từng bị Trotsky loại bỏ khỏi cương vị người đứng đầu Tổng bộ Chính trị Hồng quân Công nông Liên Xô vào tháng 1 năm 1922 bởi vì Gusev «có vấn đề về sức khỏe, luôn đi muộn, không thích lắng nghe, không chủ động trong công việc». Hội nghị Ban Chấp hành Trung ương tháng 9 năm 1923 quyết định «củng cố» Hội đồng Quân nhân Cách mạng bằng cách bổ sung chéo 6 thành viên của Ban Chấp hành Trung ương gồm: Muralov, Voroshilov, Lashevich, Stalin, Pyatakov, Ordzhonikidze. Trong số này chỉ có Muralov và Pyatakov là thuộc phe Trotsky. Tất cả những động thái này đã gây ra sự chỉ trích cực kỳ gay gắt từ chính Trotsky trong các bài phát biểu tại hội nghị toàn thể tháng 9 và trong một bức thư gửi Ủy ban Trung ương và Ủy ban Kiểm soát Trung ương ngày 8 tháng 10 năm 1923. Tại một trong những phiên họp của hội nghị toàn thể, Trotsky đã tức giận rời khỏi hội trường và từ chối sự kêu gọi quay trở lại, bất chấp việc Ủy ban Trung ương đã cử một phái đoàn đặc biệt đến thuyết phục ông ta.
Bạn của Trotsky là B.G.Bazhanov nhận xét:
| “ | Ngày 23 tháng 9, tại Hội nghị toàn thể Ban Chấp hành Trung ương, Bộ ba đề nghị mở rộng số thành viên Hội đồng Quân nhân Cách mạng. Các thành viên mới được đề bạt đều là đối thủ của Trotsky. Stalin là một trong những người như vậy. Ý định đằng sau của hành động này chắc chắn Trotsky cũng biết. Ông đã có một bài phát biểu sấm sét: Biện pháp mới được đề xuất là một phần của các âm mưu hậu trường đang được tiến hành chống lại ông và có mục tiêu cuối cùng là loại bỏ ông khỏi vai trò lãnh đạo cuộc cách mạng. Do không muốn đấu tranh với những âm mưu dơ bẩn này và chỉ muốn một điều duy nhất - phục vụ cho sự nghiệp cách mạng, ông đề nghị Ủy ban Trung ương "giải phóng" ông khỏi mọi cấp bậc và cho phép ông trở thành một "binh lính" bình thường trong cuộc cách mạng Đức sắp xảy ra. Ông hy vọng rằng ít nhất lời đề nghị này sẽ không bị ai từ chối. Tất cả những điều đó khiến cho Bộ ba. Zinoviev bị kích động và đã làm một trò hề khi đề nghị rằng ông ta cũng nên bị cách chức khỏi tất cả các chức vụ và danh hiệu và cùng với Trotsky trở thành những "binh lính" tham gia cuộc cách mạng Đức. Cuối cùng, Stalin đã biến tất cả chuyện này thành một vở hài kịch khi trịnh trọng tuyên bố rằng trong mọi trường hợp, Ủy ban Trung ương không đồng ý mạo hiểm hai sinh mạng quý giá như vậy và yêu cầu Ủy ban Trung ương không để «các nhà lãnh đạo kính yêu» của họ đến Đức. Tuy nhiên bây giờ đề xuất này đã được bỏ phiếu một cách nghiêm túc nhất. Mọi thứ diễn ra theo đúng kịch bản nhưng sau đó Ủy viên Trung ương Leningrad, Komarov đã quyết định tham khảo «tiếng nói của nhân dân» với cách cư xử theo kiều tư sản có chủ ý. «Chỉ có một điều tôi không hiểu, tại sao đồng chí Trotsky lại đi lang thang như vậy». Cụm từ «lang thang khắp nơi» khiến Trotsky nổi khùng. Ông ấy nhìn chằm chằm Komarov và nói: «Xin đừng coi tôi như một diễn viên của bộ phim hài nhục nhã này» sau đó đi ra ngoài. Lúc đó đang trong thời gian nghỉ giải lao. Sự câm lặng của thời khắc lịch sử này ngự trị trong hội trường. Nhưng Trotsky đang phẫn nộ quyết định đóng sầm cửa lại rồi rời đi giúp cho ông ấy nhận được nhiều sự cảm thông của nhiều người trong hội trường. Phiên họp diễn ra trong Phòng Ngai vàng của Cung điện Sa hoàng. Cửa đại sảnh bằng sắt và rất đồ sộ. Để mở nó ra thì Trotsky phải dùng hết sức. Cánh cửa di chuyển một cách chậm rãi và nghiêm trang. Ngay lúc đó, người ta nên nhận ra rằng có những cánh cửa không thể đóng sầm lại. Nhưng Trotsky trong cơn khùng đã không nhận thấy điều này và cố gắng hết sức để đóng sầm lại. Nhưng khổ nỗi cánh cửa này lại di chuyển chậm rãi và trang trọng. Đây có thể là một hình ảnh ẩn dụ: nhà lãnh đạo vĩ đại của cuộc cách mạng đã đoạn tuyệt với những tay sai quỷ quyệt của mình và để nhấn mạnh sự khác biệt đạo đức giữa mình và những kẻ dơ bẩn kia thì Trotsky quyết định đóng sập cánh cửa mơ tưởng trong lòng họ. Và nó thành ra như thế này: một người đàn ông vô cùng khó chịu với những con cá bơn bơn trên nắm cửa trong một cuộc vật lộn không thể chịu nổi với một cánh cửa nặng nề và ngu ngốc. Điều này không tốt đẹp tí nào. | ” |

```
Năm 1923, do hậu quả của sự kiện Pháp chiếm đóng vùng Ruhr, cách mạng phát triển sôi nổi ở Đức. Ban Chấp hành Trung ương Đảng Cộng sản Đức đã nhất trí đề nghị với Bộ Chính trị Ban Chấp hành Trung ương Đảng Cộng sản Liên Xô lên án "Đồng chí T."
```

Để đối phó với âm mưu của Trotsky, Bộ Chính trị, trong lá thư gửi các thành viên của Ủy ban Trung ương và Ủy ban Kiểm soát Trung ương vào ngày 15 tháng 10, cáo buộc ông ta "trong những năm gần đây đã hoàn toàn không quan tâm đúng mức đến quân đội", "làm lung lay sự đoàn kết của đảng ","không hiểu nội tình đảng. "

## Thảo luận trong nội bộ đảng năm 1923-1924
Trước tình hình đó, Trotsky quyết định mở cuộc phản công. Nhận thấy mình thuộc phe thiểu số trong giới lãnh đạo Bolshevik và dần dần mất quyền lực, ông quyết định dựa vào quần chúng đảng thay vì các trưởng ban quan liêu. Bộ máy tuyên truyền mạnh mẽ của Đảng Bolshevik đã tạo ra xung quanh ông một vầng hào quang lãng mạn của một nhà cách mạng trứ danh, người có công thứ hai sau Lenin, một trong những người tổ chức chính của Cách mạng Tháng Mười, người sáng lập và lãnh đạo "Hồng quân chiến thắng". Trotsky quyết định dựa vào các khẩu hiệu này để chống lại bộ máy quan liêu cũng đưa ra các khẩu hiệu tương tự về dân chủ trong nội bộ đảng mà hai năm trước đó Trotsky buộc tội họ cố ý tạo ra sự "sùng bái". Trong phần kết luận của mình cho báo cáo "Về xây dựng Đảng" tại Hội nghị Đảng lần thứ XIII vào ngày 17 tháng 1 năm 1924, Stalin đã nhận xét một cách mỉa mai về lời kêu gọi bất ngờ của Trotsky đối với nền dân chủ:
| “ | Thật là nực cười khi nghe những bài phát biểu về dân chủ từ miệng của Trotsky. Chính Trotsky, người tại Đại hội Đảng lần thứ X đã yêu cầu Đảng phải được cai trị bằng nắm đấm sắt. Nhưng chúng tôi biết rằng không có sự khác biệt lớn giữa Trotsky của thời kỳ Đại hội X và Trotsky bây giờ, vì Trotsky lúc đó và bây giờ đều muốn gây rối Đảng Lenin. Điểm khác biệt duy nhất là tại Đại hội X ông ta lợi dụng các tổ chức công đoàn để cai trị Đảng từ trên cao và bây giờ ông ta đang lợi dụng quần chúng Đảng để gây rối Đảng Lenin. Dân chủ đối với ông ta chỉ là một công cụ, một chiến thuật, một chiến lược. Trotsky ơi, ông đừng diễn kịch nữa. | ” |

Vào ngày 8 tháng 10 năm 1923, Trotsky đã viết một bức thư cho Ủy ban Trung ương và Ủy ban Kiểm soát Trung ương với những lời chỉ trích sâu rộng về sự quan liêu hóa và những mặt tiêu cực của NEP. Ông cho rằng cuộc khủng hoảng " giá kéo " hiện nay là do việc quan liêu hóa chính sách "quyền lực quân-dân", sức ảnh hưởng ngày càng gia tăng mạnh mẽ của các bí thư cấp ủy trong những năm gần đây, họ đã thay thế các "chính ủy" toàn năng của Trotsky, đe dọa đến "các trung tâm quyền lực khẩn cấp khác nhau trong Nội chiến".
| “ | Vào thời điểm tàn khốc nhất của chủ nghĩa cộng sản thời chiến, số quan chức mà Đảng chỉ định chưa bằng 1/10 hiện nay. Việc tự tiện bổ nhiệm bí thư các tỉnh ủy hiện nay đang dần thành quy luật. Bộ máy bí thư, được tạo ra từ trên xuống dưới, càng ngày càng tự kéo tất cả các sợi dây quyền lực về mình. Sự tham gia của quần chúng nhân dân vào công cuộc xây dựng tổ chức Đảng ngày càng trở nên mờ nhạt đến không ngờ. Chế độ quan liêu bí thư phải chấm dứt ngay. Nền dân chủ trong khuôn khổ của đảng phải được giữ gìn và phát huy, nếu không thì đảng sẽ bị đe doạ và thoái hoá. Những Đảng viên phải bày tỏ trung thực điều mình không hài lòng và nhận được cơ hội thăng tiến thực sự, phù hợp với Điều lệ Đảng và quan trọng nhất là với sự sống còn của Đảng ta trong việc tổ chức bộ máy quản lí. | ” |

Trotsky cũng đề cập đến tuyên bố vài ngày trước của Dzerzhinsky rằng tất cả các thành viên trong đảng nếu phát hiện được nạn phe phái nên báo cáo chúng cho cơ quan của ông. Trotsky không phản đối những biện pháp cứng rắn đối với nạn phe phái, nhưng thực tế nếu muốn báo cáo thì phải "báo cáo riêng". Theo Trotsky, điều này chứng tỏ tình hình trong đảng đã "cực kỳ tồi tệ". Đảng đã mắc "một căn bệnh đáng báo động".
Ngoài ra, Trotsky cũng thúc đẩy việc gia tăng quyền hạn của Ủy ban Kế hoạch Nhà nước; Các đối thủ chính trị của ông ngay sau đó đã cáo buộc Trotsky truy cầu một chế độ độc tài kinh tế vô độ, không khác Hồng quân năm 1918 mấy là bao.
Trotsky cũng đề cập đến những nỗ lực mở rộng Hội đồng Quân nhân Cách mạng và cắt giảm quyền lực của các đối thủ chính trị; Theo Trotsky, Kuibyshev đã tuyên bố thẳng thừng trong một bức thư "tâm tình": "Chúng tôi cho rằng cần phải chiến đấu chống lại các anh, nhưng chúng tôi không thể tuyên bố các anh là kẻ thù; đó là lý do tại sao chúng tôi buộc phải sử dụng các phương pháp như vậy."
Bức thư "tâm tình" bắt đầu được những người ủng hộ Trotsky lưu hành rộng rãi trong đảng nhưng đã bị cấm phát tán thêm vào ngày 15 tháng 10 bởi một nghị quyết của Ủy ban Kiểm soát Trung ương, đề nghị không đưa bức thư ra thảo luận bên ngoài Ủy ban Trung ương và Ủy ban Kiểm soát Trung ương.
Tuy nhiên, vào cùng ngày 15 tháng 10 năm 1923, một nhóm 46 người Bolshevik lỗi lạc đã ký "Tuyên bố số 46" gửi Bộ Chính trị. Toàn bộ bức thư viết bằng những luận điểm "sặc mùi" Trotsky nhưng không có chữ ký của ông. Những người nổi bật trong "nhóm 46" là: Obolensky (Osinsky), Smirnov, Drobnis, Sapronov. Tuyên bố cũng được ký bởi cựu lãnh đạo của "phe đối lập công nhân" Shlyapnikov.
Luận điệu "chống quan liêu" của những người theo chủ nghĩa đối lập chủ yếu liên quan đến sự bất đồng trong quá trình xây dựng một bộ máy quan chức nhà nước sau Nội chiến. Trong môi trường đơn đảng, vai trò của bí thư cấp ủy tăng mạnh. Hình thức thăng tiến thường mang tính "dân chủ", trên thực tế họ thường được cấp trên bổ nhiệm ("tiến cử"). Trong số 191 bí thư tỉnh ủy từ mùa hè năm 1922 - mùa thu năm 1923 thì khoảng 94 người (49,2%) được Trung ương bổ nhiệm.

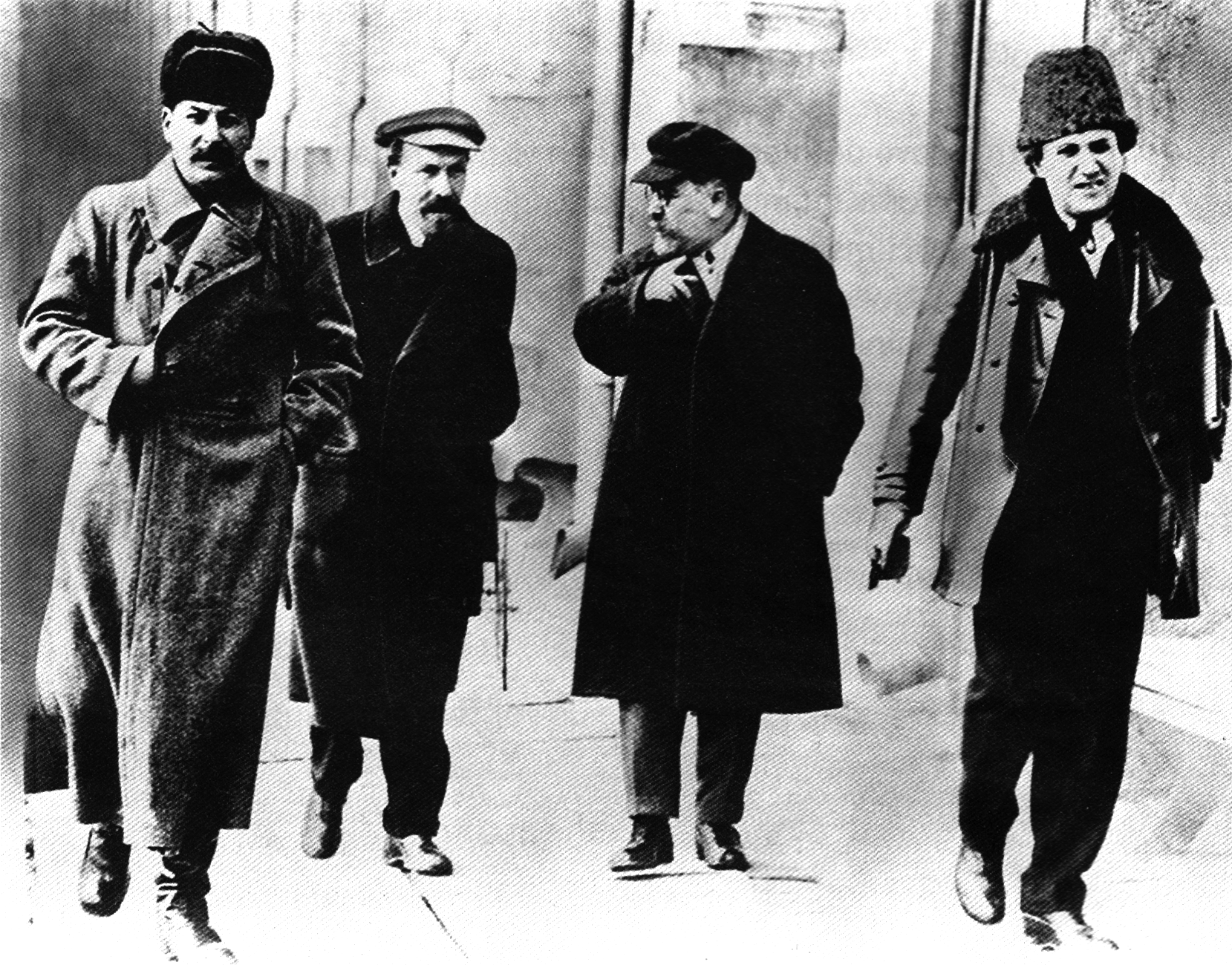
Stalin, Aleksey Ivanovich Rykov, Lev Borisovich Kamenev và Grigory Yevseyevich Zinovyev đi đến phòng họp trong Đại hội lần thứ XIII của Đảng Cộng sản Liên Xô (Bolsevik)

Tuy nhiên, những lời chỉ trích đó không có gì mới. Các nhóm đối lập trước đó, như "nhóm chủ nghĩa nguyên tắc tập trung dân chủ" và "phe đối lập công nhân", đã nói rất nhiều về hệ thống quan chức ngụy dân chủ, hệ thống nhà nước đang "quân sự hóa" thay vì "dân chủ hóa", những người lãnh đạo đảng ngày càng xa rời quần chúng. Tuy nhiên, vào thời điểm vài năm trước Trotsky không những không có chung niềm tin như vậy mà thậm chí còn trực tiếp phản đối chúng. Năm 1921, trong một "cuộc thảo luận về tổ chức công đoàn", ông tuyên bố rằng đấu tranh chống lại sự bổ nhiệm trực tiếp có nghĩa là "phủ nhận bản chất giai cấp của nhà nước", nói rằng những mệnh lệnh và sự bổ nhiệm từ trên xuống là do "trình độ thực hành dân chủ, trình độ văn hóa, ý thức chính trị của quần chúng chưa đủ".